# Liste der Kulturdenkmale in Markneukirchen

Wappen von Markneukirchen

In der Liste der Kulturdenkmale in Markneukirchen sind die Kulturdenkmale der sächsischen Stadt Markneukirchen verzeichnet, die bis September 2024 vom Landesamt für Denkmalpflege Sachsen erfasst wurden (ohne archäologische Kulturdenkmale). Die Anmerkungen sind zu beachten.
Diese Aufzählung ist eine Teilmenge der Liste der Kulturdenkmale im Vogtlandkreis.

## Markneukirchen
| Bild                                    | Bezeichnung | Lage                                    | Datierung | Beschreibung | ID       |
| --------------------------------------- | --- | --------------------------------------- | --- | --- | -------- |
|                                         | Denkmalschutzgebiet Stadtkern Markneukirchen (Vorschlag) | (Stadtkern) (Karte)                     | Nach 1840 | Denkmalschutzgebiet Stadtkern Markneukirchen (Vorschlag) | 09246644 |
|                                         | Villa Stark mit Gartenpavillon, Einfriedung und Villengarten | Adorfer Straße 20 (Karte)               | 1889–1890 | Repräsentatives Gebäude mit Turm, Loggia und Erker, im Stil des Historismus, erbaut für den Musikinstrumentenhändler Paul Stark (1853–1918), von bauhistorischem, künstlerischem, landschaftsgestaltendem und personengeschichtlichem Wert. Bis 1957 Villa der Musikinstrumentenfabrikantenfamilie Stark, dann Kinderheim und zugleich Wohnung und Praxis Riebe (bis 1961). Innenausstattung: Stuckdecken und Türen original erhalten, Deckengemälde. Im Park ein Pavillon. | 09234188 |
| Direkt Bild zu diesem Denkmal hochladen | Villa Brehmer mit Einfriedung | Adorfer Straße 25 (Karte)               | 1898 | Historisierendes Klinkergebäude mit Fachwerkgiebeln, benannt nach dem Markneukirchener Fabrikanten Brehmer, von bauhistorischem und städtebaulichem Wert. Zweigeschossig mit ausgebautem Mansarddach, hier Fachwerkkonstruktion mit Zierelementen, Fenster- und Türgewände sowie straßenseitiger erkerartiger Risalit in Werkstein (Sandstein), repräsentativer überdachter Hauseingang mit Werksteinbalustrade, Sockel aus Granitwerkstein. | 09234189 |
| Direkt Bild zu diesem Denkmal hochladen | Mietshaus in halboffener Bebauung, Teil eines Doppelmietshauses (mit Nr. 28) | Adorfer Straße 26 (Karte)               | Um 1900 | Historisierende Klinkerfassade, von baugeschichtlichem Wert | 09234190 |
| Direkt Bild zu diesem Denkmal hochladen | Mietshaus in halboffener Bebauung, Teil eines Doppelmietshauses (mit Nr. 26) | Adorfer Straße 28 (Karte)               | Um 1900 | Historisierende Klinkerfassade, von baugeschichtlichem Wert | 09234191 |
| Direkt Bild zu diesem Denkmal hochladen | Mietshaus in halboffener Bebauung, Teil eines Doppelmietshauses (mit Nr. 32) | Adorfer Straße 30 (Karte)               | 1898 | Historisierende Klinkerfassade, von baugeschichtlichem Wert | 09234192 |
| Direkt Bild zu diesem Denkmal hochladen | Mietshaus in halboffener Bebauung, Teil eines Doppelmietshauses (mit Nr. 30) | Adorfer Straße 32 (Karte)               | Vermutlich 1898                                                                                                   | Historisierende Klinkerfassade, von baugeschichtlichem Wert, wahrscheinlich Villa für Max Lederer | 09234193 |
|                                         | Villa Merz mit Einfriedung und Villengarten | Adorfer Straße 38 (Karte)               | 1902 | Repräsentativer Putzbau, stilistisch zwischen Neobarock und Jugendstil, benannt nach dem Musikinstrumentenhändler Curt Merz, von künstlerischem, baugeschichtlichem und landschaftsprägendem Wert. Bauausführung durch Firma Seifert, erbaut für Kaufmann Curt Merz, Jugendstilbauwerk, Putzstuckverzierungen an Fassade, Bleiglasfenster mit Landschaftsmotiven. Reiche Innenausstattung, zum Beispiel Messingleuchter, Wandschrank, Vertäfelungen, Stuckdecken, Parkett. Teilweise rekonstruiert, 1934 vom Bauherrn an den Arzt Schmidt verkauft, 1954 bis 1986 Kindergarten, ab 1986 Fachschule, heute Fachschule für kunsthandwerklichen Musikinstrumentenbau der Westsächsischen Hochschule Zwickau (FH), Fachbereich Angewandte Kunst Schneeberg, Studiengang Musikinstrumentenbau. | 09234194 |
| Direkt Bild zu diesem Denkmal hochladen | Mietshaus in geschlossener Bebauung | Albertstraße 16 (Karte)                 | Um 1900 | Putzfassade, Anklänge an den Jugendstil, von baugeschichtlicher Bedeutung | 09234195 |
| Direkt Bild zu diesem Denkmal hochladen | Mietshaus in geschlossener Bebauung | Albertstraße 18 (Karte)                 | Um 1900 | Klinkerfassade, von baugeschichtlicher Bedeutung | 09234196 |
| Direkt Bild zu diesem Denkmal hochladen | Mietshaus in geschlossener Bebauung | Albertstraße 20 (Karte)                 | Um 1900 | Klinkerfassade, baugeschichtlich von Bedeutung, roter Klinker, originale Haustür | 09234197 |
| Direkt Bild zu diesem Denkmal hochladen | Wohnhaus in halboffener Bebauung | Alte Kirchstraße 1 (Karte)              | Um 1840 | Mit Laden, historisierender Putzbau, von großer städtebaulicher Bedeutung. Putzstuck, Fensterüberdachungen im Obergeschoss. Irrtümlich als Kirchstraße 1 in der amtlichen Denkmalliste. | 09234266 |
| Direkt Bild zu diesem Denkmal hochladen | Ehemaliges Wohn- und Geschäftshaus (Firma F. T. Merz), später Sparkasse | Alte Kirchstraße 6 (Karte)              | Um 1880 | Architektonisch anspruchsvoll gestalteter Klinkerbau, im Stil des Historismus, errichtet für die Musikinstrumentenbau- und Saiten-Firma F. T. Merz, von baugeschichtlichem, künstlerischem und städtebaulichem Wert. Dreigeschossig, repräsentatives Bürgerhaus in Klinkermischbauweise, zwei Seitenrisalite, aufwändige Fassadengestaltung im Stil der Neurenaissance, Ornamentik aus Putzstuck und plastischer Schmuck, Zahnschnittfries unter der Traufe, das hohe Sockelgeschoss (Erdgeschoss) aus Rustikamauerwerk (Sandsteinquader), Fensterverdachungen mit Dreiecksgiebeln, die profilierten Fenstergewände aus Sandstein, flankierende Risalite mit Pilastergliederung, Säulen der Balkone, Brüstungsfelder und Fassadenspiegel aus Porphyrwerkgestein. Irrtümlich als Kirchstraße 6 in der amtlichen Denkmalliste. | 09234267 |
| Direkt Bild zu diesem Denkmal hochladen | Wohnhaus in geschlossener Bebauung | Alte Kirchstraße 12 (Karte)             | Um 1840 | Schlichter Putzbau, Zeugnis der vorgründerzeitlichen Ortsbebauung, von ortsentwicklungsgeschichtlichem Wert. Irrtümlich als Kirchstraße 12 in der amtlichen Denkmalliste. | 09234268 |
| Direkt Bild zu diesem Denkmal hochladen | Wohnhaus in offener Bebauung | Alte Wohlhausener Straße 1 (Karte)      | Vor 1850 | Obergeschoss Fachwerk, überwiegend verbrettert, teilweise in Blockbauweise im Obergeschoss, mit eng stehenden Ständern der Fachwerk-Konstruktion, von baugeschichtlichem Wert. Vermutlich ehemals Wohnstallhaus, Erdgeschoss mit erhaltener Blockbauweise, verbrettert, vermutlich schwarze Küche, Stall, im Mittelteil des Erdgeschosses massiv. | 09234200 |
| Direkt Bild zu diesem Denkmal hochladen | Villa Schuster I mit Garten | Alte Wohlhausener Straße 8 (Karte)      | Um 1870 | Markanter historisierender Putzbau, Holzveranda mit geschnitzten Verzierungen, erbaut für den Musikinstrumentenhändler Richard Schuster, von baugeschichtlichem, ortsbildprägendem und personengeschichtlichem Wert, originale Haustüren | 09234273 |
| Weitere Bilder                          | Bismarckturm | Am Aussichtsturm 70 (Karte)             | Bezeichnet mit 1900                                                                                               | Bismarckturm nach Standardentwurf „Götterdämmerung“ des Architekten Wilhelm Kreis, von baugeschichtlichem, ortsgeschichtlichem und landschaftsprägendem Wert. Der Turm in Markneukirchen soll nach jenem in Greifswald in Mecklenburg-Vorpommern der zweite Standort einer Bismarcksäule nach dem Entwurf von Kreis sein. 1899 weilte der Architekt persönlich in Markneukirchen, um den Standort zu besichtigen. | 09234291 |
| Weitere Bilder                          | Rathaus | Am Rathaus 2 (Karte)                    | 1847–1848 | Stattlicher Putzbau, stilistisch zwischen Klassizismus und Historismus, ehemalige Schule, von ortsgeschichtlichem und städtebaulichem Wert. Grundsteinlegung im Juni 1847, Weihe am 8. November 1848, seit 29. März 1893 Rathaus, Putznutung im Erdgeschoss, Türportal mit Stuck-Putz-Verzierungen (unter anderem Stadtwappen), flaches Walmdach (ausgebaut). | 09234201 |
| Direkt Bild zu diesem Denkmal hochladen | Wohnhaus in Ecklage und in geschlossener Bebauung (bauliche Einheit mit Neue Straße 1) | Am Rathaus 8 (Karte)                    | Bezeichnet mit 1881                                                                                               | Historisierende Klinkerfassade mit Eckbalkon, im Sockelgeschoss Ladeneinbau, von städtebaulichem und baugeschichtlichem Wert. Fensterverdachungen und Gewände aus Werkstein (Sandstein), Dachbalustrade, Horizontalbetonung der Fassaden durch Werksteingesimse, Laden eventuell nachträglich. | 09234202 |
| Direkt Bild zu diesem Denkmal hochladen | Wohnhaus in offener Bebauung, mit angebautem Fabrikationsgebäude (ehemalige Kartonagenfabrik Max Kehr) | Apian-Bennewitz-Straße 9 (Karte)        | Um 1930 | Ehemalige Papierwarenfabrik, Wohnhaus schlichter Putzbau mit Eckerker, von baugeschichtlichem und ortsgeschichtlichem Wert | 09234203 |
| Direkt Bild zu diesem Denkmal hochladen | Teil eines Wohnhauses (Umgebinde) | Berg 22 (Karte)                         | Vor 1850 | Obergeschoss Fachwerk verbrettert, Erdgeschoss mit Blockstube und Umgebindekonstruktion, Gebäudeteil hausgeschichtlich von Bedeutung | 09234204 |
| Direkt Bild zu diesem Denkmal hochladen | Kriegerdenkmal für die Gefallenen des Ersten Weltkrieges | Bergstraße (Karte)                      | Nach 1918 | Errichtet von den Bewohnern der Berghäuser (Gebiet südlich des Ortszentrums), von ortsgeschichtlichem Wert | 09234207 |
| Direkt Bild zu diesem Denkmal hochladen | Wohnhaus in offener Bebauung mit angebautem Fabrikationsgebäude (ehemalige Firma Oscar Adler & Co.) | Bergstraße 14 (Karte)                   | 1888 (Wohnhaus); erweitert 1901 (Fabrik)                                                                          | Klar gestalteter, historisierender Putzbau, ehemals Holzblasinstrumentenbau, von ortsgeschichtlicher Bedeutung. Seit 1893 in der Bergstraße 14 die 1885 gegründete Firma Oscar Adler, nach Verstaatlichung 1972 umbenannt in VEB Sonora, die Firmen Gebr. Mönnig und Adler & Co. nach 1990 Zusammenschluss unter der Firma „Holzblasinstrumente GmbH“, Gebäude gehörte der Holzblasinstrumentenbau GmbH bis 2001. Zweigeschossig, vier Achsen, im Obergeschoss Fensterverdachung mit waagerechtem Gebälk und Dreiecksgiebelchen, Putz erhalten, Gesims. | 09234206 |
| Weitere Bilder                          | Wohnhaus in offener Bebauung mit zwei angebauten Nebengebäuden, heute Musikinstrumentenmuseum, mit Garten und Einfriedung, Brunnen, Landesgrenzstein und Geigenmacherdenkmal sowie zwei Putti im Garten (Paulus-Schlössel, Paulus-Schlösschen)                                                                                    | Bienengarten 2 (Karte)                  | 1544 (Grenzstein); 1784–1789 (Wohnhaus); 1912 (Brunnen); 1970 (Statue)                                            | Putzbau mit Mansarddach, herrschaftliches spätbarockes Gebäude, bemerkenswert die Laubengänge zum Hof, von personengeschichtlichem, regionalhistorischem und baugeschichtlichem Wert. Seit 1942 werden Museumsgegenstände eingelagert, seit 1. April 1946 Museum. - Bauwerk: zweiflügelige Anlage (ursprünglich drei Flügel), ein Flügel zum Teil abgetragen wegen Baufälligkeit, Mönnig – Ratszimmermeister, 1815 vom Instrumentenmacher und Bürgermeister Chr. G. Glier gekauft, 1891 erbte Saitenmacher Max Paulus das Haus; Dach und Kuppel Schiefer, Fenster mit Achter-Teilung - Brunnen: in Rom geschaffen aus römischem Kalkstein mit Spolien, seit 1980 im Museum, Putti auch von Matuschka-Schenkung des Künstlers von zirka 1970 - Grenzstein: Landesgrenzstein von 1544, mit Wappen (Kursächsische Schwerter und Böhmischer Löwe), Markierung der sogenannten „Schlickschen Grenze“, einer von mehreren (bis 1945 mindestens fünf) zeitgenössischen Grenzsteinen auf einer etwa zehn Kilometer langen Strecke, die im 16. Jahrhundert die Herrschaften Graslitz und Schönbach von Kursachsen trennte. Seit zirka 1960 vor dem Museum in Markneukirchen (Paulusschlössel), in situ gibt es noch ein fragmentiertes Exemplar (Objekt 09304381) und den sogenannten Juliusstein (09304383), auf dem Stein die charakteristische Heraldik (kursächsische Schwerter und böhmischer Löwe). | 09234208 |
| Direkt Bild zu diesem Denkmal hochladen | Wohnhaus in offener Bebauung | Bienengarten 12 (Karte)                 | Wohl Mitte 19. Jahrhundert                                                                                        | Fachwerk-Obergeschoss verkleidet, Erdgeschoss verbrettert, von baugeschichtlichem Wert, Satteldach | 09234209 |
| Direkt Bild zu diesem Denkmal hochladen | Mietshaus in geschlossener Bebauung | Bismarckstraße 1 (Karte)                | Um 1900 | Mit Laden, historisierende Klinkerfassade, heute Doppelmietshaus mit Nummer 3, von baugeschichtlichem und städtebaulichem Wert. Mittelrisalit, Zwerchgiebel, gelber Klinker, fünf Achsen, dreigeschossig, Fliesenverkleidung des Sockels. | 09232531 |
| Direkt Bild zu diesem Denkmal hochladen | Wohnhaus in Ecklage und in halboffener Bebauung | Bismarckstraße 2 (Karte)                | Bezeichnet mit 1889                                                                                               | Repräsentative historisierende Klinkerfassade, Eckbetonung durch Erker, von städtebaulichem und baugeschichtlichem Wert. Originale Haustür und Fenster, Bauherr: Richard Adler. | 09234210 |
| Direkt Bild zu diesem Denkmal hochladen | Mietshaus in geschlossener Bebauung | Bismarckstraße 3 (Karte)                | Um 1900 | Mit Laden, historisierende Klinkerfassade, heute Doppelmietshaus mit Nummer 1, von baugeschichtlichem und städtebaulichem Wert. Fliesenverkleidung im Sockelbereich, Fensterverdachungen in Obergeschossen, dreigeschossig, Zwerchgiebel, sechs Achsen, roter Klinker, Gesims. | 09232532 |
| Direkt Bild zu diesem Denkmal hochladen | Mietshaus in geschlossener Bebauung | Bismarckstraße 5 (Karte)                | Um 1890 | Mehrfarbige Klinkerfassade, von baugeschichtlichem und städtebaulichem Wert, originale Haustür und Fenster | 09234211 |
| Direkt Bild zu diesem Denkmal hochladen | Mietshaus in geschlossener Bebauung (bauliche Einheit mit Nr. 9) | Bismarckstraße 7 (Karte)                | Um 1890 | Mit Laden, historisierende Klinkerfassade mit Erker, von baugeschichtlichem und städtebaulichem Wert. Einstöckig, Kratzputz, Fensterläden. | 09234213 |
|                                         | Mietshaus in halboffener Bebauung (bauliche Einheit mit Nr. 7) | Bismarckstraße 9 (Karte)                | Um 1890 | Ehemals mit Laden, historisierende Klinkerfassade mit Erker, von baugeschichtlichem und städtebaulichem Wert | 09234215 |
| Direkt Bild zu diesem Denkmal hochladen | Wohnhaus in geschlossener Bebauung | Bismarckstraße 10 (Karte)               | Um 1890 | Mit Laden, historisierende Klinkerfassade mit kräftigem Erker, von baugeschichtlichem und städtebaulichem Wert, originale Haustür und Fenster | 09234216 |
| Direkt Bild zu diesem Denkmal hochladen | Fabrikgebäude (ehemals Deutsche Signal-Instrumenten-Fabrik Max B. Martin, später VEB Blechblas- und Signalinstrumentenfabrik) | Bismarckstraße 11 (Karte)               | Um 1910 | Stattlicher, gut gegliederter Putzbau, ehemals Herstellung von Metallblasinstrumenten, Musikspezialartikeln (unter anderem Autohupen) und Signalinstrumenten (wie Martin-Hörner und Feuerwehr-Signalpfeifen), von regionalgeschichtlicher und städtebaulicher Bedeutung. Dreigeschossiger massiver Putzbau mit ausgebautem Dachaufbau, drei mal acht Achsen, großen mehrfach gesprossten Fenstern, über Erdgeschoss Gurtgesims, im ersten und zweiten Obergeschoss vertikale Gliederung der Fassade durch Lisenen, horizontale Gliederung durch Putzspiegel zwischen den Fensterachsen des ersten und zweiten Obergeschosses, Kranzgesims, Giebelseite mit trapezförmigem Dachabschluss, Pilastergliederung wird hier fortgesetzt, im Giebel zu Zweier- und Dreiergruppen zusammengefasste Fenster, an der Längsseite nur zu Dreiergruppen (teilweise Gliederung durch Pilaster), im hinteren Abschnitt Auflockerung der Fassade durch ein Segmentbogenfenster, nach der Wende 1989 umbenannt in „Vogtländische Musikinstrumentenfabrik“ (VMI). | 09299804 |
| Direkt Bild zu diesem Denkmal hochladen | Doppelwohnhaus in geschlossener Bebauung | Bismarckstraße 12, 14 (Karte)           | Um 1900 | Historisierende Klinkerfassade, von städtebaulichem und baugeschichtlichem Wert, einfache Gestaltung | 09234220 |
| Weitere Bilder                          | Empfangsgebäude des ehemaligen Bahnhofs Markneukirchen-Stadt | Bismarckstraße 13 (Karte)               | 1910 | Putzbau im Heimatstil, an der ehemaligen Bahnstrecke Siebenbrunn–Erlbach (sä. SE, bis 1935: ME), regionalgeschichtlich, ortsgeschichtlich und verkehrsgeschichtlich von Bedeutung | 09234217 |
| Direkt Bild zu diesem Denkmal hochladen | Wohnhaus in Ecklage und in halboffener Bebauung | Bismarckstraße 16 (Karte)               | Um 1900 | Mit Laden, historisierende Klinkerfassade, von städtebaulichem und baugeschichtlichem Wert | 09234218 |
| Direkt Bild zu diesem Denkmal hochladen | Wohn- und Geschäftshaus in geschlossener Bebauung, ehemals Firma EROMA (Ernst Heinrich Roth Markneukirchen), später VEB Musima (Musikinstrumentenbau Markneukirchen) | Breite Straße 22 (Karte)                | 1887, später überformt                                                                                            | Putzfassade mit Lisenen, Reformstil-Architektur, von ortsgeschichtlichem und baugeschichtlichem Wert. Kannelierte Lisenen, Haustür und Fenster original, repräsentative Straßenansicht und originale Raumgliederung im Inneren. | 09234222 |
| Direkt Bild zu diesem Denkmal hochladen | Fabrikgebäude, frühere Saitenfabrik Paulus (ehemals Hintergebäude von Unterer Markt 10) | Breite Straße 35 (Karte)                | 1922 | Von technikgeschichtlichem Wert. Fabrikgebäude einer alten Saitenfabrik, später VEB Musima (Musikinstrumentenbau Markneukirchen). | 09234340 |
| Direkt Bild zu diesem Denkmal hochladen | Wohnhaus in geschlossener Bebauung | Breite Straße 40 (Karte)                | Um 1890 | Mit Laden, historisierende Putzfassade, zeittypisches Wohnhaus, baugeschichtlich von Bedeutung. Originale Haustür und Fenster, Fensterüberdachungen im Obergeschoss. | 09234223 |
| Direkt Bild zu diesem Denkmal hochladen | Wohnhaus in Ecklage und in halboffener Bebauung | Breite Straße 55 (Karte)                | 2. Hälfte 19. Jahrhundert                                                                                         | Historisierende Putzfassade mit Putzquaderung im Obergeschoss, Fensterüberdachungen, von städtebaulichem und baugeschichtlichem Wert | 09234260 |
| Direkt Bild zu diesem Denkmal hochladen | Wohnhaus in offener Bebauung | Egerstraße 12 (Karte)                   | Nach 1800 | Fachwerk-Obergeschoss verbrettert, von bauhistorischem Wert. Wahrscheinlich ehemaliges Wohnstallhaus, wahrscheinlich zugebauter Laubengang am Obergeschoss, seitlicher Anbau, Erdgeschoss verbrettert. | 09234224 |
| Direkt Bild zu diesem Denkmal hochladen | Wohnhaus in offener Bebauung | Egerstraße 14 (Karte)                   | Nach 1800 | Fachwerk-Obergeschoss verschiefert, Erdgeschoss verbrettert, von bauhistorischem Wert. Wahrscheinlich ehemaliges Wohnstallhaus, vermutlich mit zugebautem Laubengang im Obergeschoss. | 09234225 |
| Direkt Bild zu diesem Denkmal hochladen | Wohnhaus mit angebautem Seitengebäude | Egerstraße 18 (Karte)                   | Nach 1800 | Obergeschoss Fachwerk vollständig verbrettert, Erdgeschoss teilweise verbrettert, baugeschichtlich von Bedeutung. Seitlicher Anbau, wahrscheinlich ehemaliges Wohnstallhaus. | 09234226 |
| Direkt Bild zu diesem Denkmal hochladen | Wohnhaus und zwei aneinandergebaute Seitengebäude eines Bauernhofes | Egerstraße 21 (Karte)                   | 1791/1793 Dendro                                                                                                  | Zweigeschossiges Wohnhaus verschiefert und Mansarddach, Seitengebäude mit verbrettertem Fachwerk-Obergeschoss, bemerkenswertes Gebäudeensemble mit originaler Innenausstattung, von baugeschichtlichem, straßenbildprägendem und städtebaulichem Wert. Teilweise Fachwerk, gezogene Esse, Tor aufgedoppelt mit Sonnenmotiv. | 09234228 |
| Direkt Bild zu diesem Denkmal hochladen | Villa | Erlbacher Straße 2 (Karte)              | Um 1900 | Historisierender Klinkerbau, zur Straße Altan mit Schwebegiebel, von baugeschichtlichem und städtebaulichem Wert. Klinkerfassade mit Leergespärre-Schwebegiebel, Erker, Balkon, Putzstuck. | 09234229 |
|                                         | Kino (Harmonie-Lichtspiele) | Erlbacher Straße 4 (Karte)              | 1929–1930 | Markanter Putzbau an einer Straßenbiegung, Anklänge an den Stil der Neuen Sachlichkeit, baugeschichtlich und ortsgeschichtlich von Bedeutung | 09305152 |
| Direkt Bild zu diesem Denkmal hochladen | Wohnhaus in geschlossener Bebauung | Erlbacher Straße 10 (Karte)             | Um 1900 | Historisierende Klinkerfassade, von baugeschichtlichem Wert, Zwerchgiebel | 09234230 |
| Direkt Bild zu diesem Denkmal hochladen | Wohnhaus in geschlossener Bebauung | Erlbacher Straße 12 (Karte)             | Um 1900 | Historisierende Klinkerfassade, von baugeschichtlichem Wert, Zwerchgiebel | 09234231 |
| Direkt Bild zu diesem Denkmal hochladen | Villa mit Einfriedung und Stützmauer | Erlbacher Straße 13 (Karte)             | Um 1890 | Zeittypisches Klinkergebäude, von bauhistorischem Wert. Einfriedung: Böschungsmauer Bruchstein, Eisenzaun, zeitgleich mit Villa entstanden. | 09234232 |
| Direkt Bild zu diesem Denkmal hochladen | Doppelwohnhaus in offener Bebauung | Erlbacher Straße 15, 17 (Karte)         | Um 1890 | Historisierende Klinkerfassade, von städtebaulichem und baugeschichtlichem Wert | 09234247 |
| Direkt Bild zu diesem Denkmal hochladen | Wohnhaus in geschlossener Bebauung | Erlbacher Straße 18 (Karte)             | Um 1890 | Mit Ladeneinbau, historisierende Putzfassade mit Putznutung im Erdgeschoss, von baugeschichtlichem Wert | 09234233 |
| Direkt Bild zu diesem Denkmal hochladen | Villa | Erlbacher Straße 19 (Karte)             | Bezeichnet mit 1883                                                                                               | Klinkergebäude von bauhistorischem Wert | 09234234 |
| Direkt Bild zu diesem Denkmal hochladen | Villa | Erlbacher Straße 21 (Karte)             | Um 1890 | Repräsentatives Klinkergebäude, baugeschichtlich von Bedeutung | 09234235 |
| Direkt Bild zu diesem Denkmal hochladen | Mietshaus in geschlossener Bebauung | Erlbacher Straße 24 (Karte)             | Um 1900 | Mit Laden, historisierende Klinker-Putz-Fassade, von baugeschichtlichem Wert | 09234236 |
| Direkt Bild zu diesem Denkmal hochladen | Mietshaus in Ecklage und in geschlossener Bebauung | Erlbacher Straße 26 (Karte)             | Um 1905 | Putzbau mit Erker, ungewöhnliche Eckgestaltung, von städtebaulichem Wert, Fensterläden, Erker | 09234237 |
| Direkt Bild zu diesem Denkmal hochladen | Mietshaus in Ecklage und in geschlossener Bebauung | Erlbacher Straße 28 (Karte)             | Um 1890 | Mit Laden, repräsentative Klinkerfassade, im Stil des Historismus, von bauhistorischem und städtebaulichem Wert. Reiche Fassadengliederung, originale Haustür und Fenster. | 09234238 |
| Direkt Bild zu diesem Denkmal hochladen | Doppelwohnhaus in geschlossener Bebauung | Erlbacher Straße 30, 32 (Karte)         | Um 1890 | Historisierende Klinkerfassade in Klinkermischbauweise, von städtebaulichem und baugeschichtlichem Wert | 09234248 |
| Direkt Bild zu diesem Denkmal hochladen | Villa mit Einfriedung und Toreinfahrt | Erlbacher Straße 31 (Karte)             | Um 1900 | Historisierendes Klinkergebäude, von bauhistorischem Wert | 09234239 |
| Direkt Bild zu diesem Denkmal hochladen | Katholische Pfarrkirche St. Theresia vom Kinde Jesu mit angebautem Pfarrhaus | Erlbacher Straße 45 (Karte)             | 1926–1927 | Putzbau mit Dachreiter, noch im Sinne des Reformstils der Zeit um 1910, von baugeschichtlichem und städtebaulichem Wert | 09234240 |
| Direkt Bild zu diesem Denkmal hochladen | Doppelmietshaus in offener Bebauung | Erlbacher Straße 47, 49 (Karte)         | Um 1910 | Putzfassade im Reformstil, von städtebaulichem und bauhistorischem Wert | 09234241 |
| Direkt Bild zu diesem Denkmal hochladen | Mietshaus in geschlossener Bebauung | Erlbacher Straße 48 (Karte)             | Um 1905 | Historisierende Klinkerfassade, von städtebaulichem Wert | 09234242 |
| Direkt Bild zu diesem Denkmal hochladen | Wohnhaus in halboffener Bebauung | Erlbacher Straße 50 (Karte)             | Um 1905 | Historisierende Klinkerfassade, von bauhistorischem Wert | 09234244 |
| Direkt Bild zu diesem Denkmal hochladen | Wohnhaus in halboffener Bebauung | Erlbacher Straße 56 (Karte)             | Um 1900 | Historisierende Klinkerfassade, von bauhistorischem Wert | 09234245 |
| Direkt Bild zu diesem Denkmal hochladen | Wohnhaus in Ecklage und in geschlossener Bebauung | Erlbacher Straße 58 (Karte)             | Um 1905 | Historisierende Klinkerfassade, von städtebaulichem Wert | 09234246 |
| Direkt Bild zu diesem Denkmal hochladen | Friedhof Markneukirchen (Sachgesamtheit) | Friedhofsweg 16, 18, 20 (Karte)         | Um 1850 (Unterer Friedhof); um 1900 (Erweiterung um Mittleren Friedhof); um 1910 (Erweiterung um Oberen Friedhof) | Sachgesamtheit Friedhof Markneukirchen, mit den Einzeldenkmalen: Friedhofskapelle (Nr. 20), Leichenhaus (Nr. 16), Friedhofsmeistergebäude (Nr. 18), Familienbegräbnisstätte F. T. Merz, Familienbegräbnisstätte Theodor Willy Stark, Familiengrabanlage Woldemar Schuster, Familienbegräbnisstätte Richard Adler, Grabstätte Curt Andorff, Familiengrabstätte Rudolf Schuster, Grabstätte Friedrich Glier, Familiengrabstätte Künzel, Familienbegräbnisstätte Oscar Paulus, Urnengrabstätte Familie Brehmer, Familiengrabstätte Dölling-Brückner, Familiengrabstätte S. B. Martin sowie Gräberfeld und Kriegerdenkmal für die Gefallenen des 1. Weltkrieges (siehe Einzeldenkmale 09234249), weiterhin der gärtnerischen Friedhofsanlage sowie mit dem Sachgesamtheitsteil Friedhofstor; Kapelle im Stil der Neogotik, Gefallenendenkmal mit großem Kreuz aus Porphyrwerkstein, Bauten, Denkmale und Grabanlagen von ortshistorischem, baugeschichtlichem und personengeschichtlichem Wert. Der neue Friedhof zu Markneukirchen wurde auf dem Alten Pfarrlehn um 1850 als sogenannter „Unterer Friedhof“ (östlicher Teil) neu angelegt. Um 1900 erfolgte eine Erweiterung in westliche Richtung, es entstand der sogenannte „Mittlere Friedhof“ mit der Friedhofskapelle, dem Leichenhaus und dem Friedhofsmeisterhaus. Nach 1910 wurde wiederum in westlicher Richtung erweitert. Es entstand der sogenannte „Obere Friedhof“ (westlicher Teil). Im Laufe seiner Geschichte wurden die ursprünglich strenge rechtwinklige Wegeführung und demzufolge auch die Reihung der Grabstätten beibehalten. Die heute noch vorhandenen, wertvollen Altgehölze wurden nicht kontinuierlich gepflegt. Ein gärtnerischer Pflegeplan und ein Plan zur Gestaltung dieses Friedhofes wurde durch die Evangelische-Lutherische Kirchgemeinde St. Nikolai unter Leitung von Landschaftsgestalter Parisius erarbeitet. | 09301108 |
| Direkt Bild zu diesem Denkmal hochladen | Friedhofskapelle (Nr. 20), Leichenhaus (Nr. 16), Friedhofsmeistergebäude (Nr. 18), Familienbegräbnisstätte F. T. Merz, mehrere Grabstätten sowie Gräberfeld und Kriegerdenkmal für die Gefallenen des Ersten Weltkrieges mit Gräberfeld für die Gefallenen des Ersten und Zweiten Weltkrieges (Einzeldenkmale zu ID-Nr. 09301108) | Friedhofsweg 16, 18, 20 (Karte)         | Um 1900 (Leichenhalle und Friedhofsverwaltung); 1924 (Kriegerdenkmal)                                             | Einzeldenkmale der Sachgesamtheit Friedhof Markneukirchen; Kapelle im Stil der Neogotik, Gefallenendenkmal mit großem Kreuz aus Porphyrwerkstein, Bauten, Denkmale und Grabanlagen von ortshistorischem, baugeschichtlichem und personengeschichtlichem Wert. | 09234249 |
| Direkt Bild zu diesem Denkmal hochladen | Wohnhaus in halboffener Bebauung, mit rückwärtigem Anbau | Fruchtmarkt 4 (Karte)                   | 2. Hälfte 19. Jahrhundert                                                                                         | Im Rundbogenstil des 19. Jahrhunderts, noch von spätklassizistischer Wirkung, aufwändige Fassadengestaltung, von baugeschichtlichem und städtebaulichem Wert. Guter Originalzustand, Balkon, Putznutung im Erdgeschoss, Putzstuckornamentik im Obergeschoss. | 09234250 |
| Direkt Bild zu diesem Denkmal hochladen | Mietshausgruppe in offener Bebauung, mit Vorgarten | Gartenstraße 2, 4, 6 (Karte)            | Um 1890 | In Klinkerbauweise, von baugeschichtlichem Wert, roter Klinker | 09234251 |
| Direkt Bild zu diesem Denkmal hochladen | Wohnhaus in Ecklage und in halboffener Bebauung | Gartenstraße 9 (Karte)                  | Um 1890 | Historisierende Klinkerfassade, von baugeschichtlichem Wert. Klinkermischbauweise, gelber und oranger Klinker, Eckquaderung. | 09234254 |
| Direkt Bild zu diesem Denkmal hochladen | Mietshaus in halboffener Bebauung und Hinterhaus | Gartenstraße 10 (Karte)                 | Um 1900 | Historisierende Klinkerfassade, von baugeschichtlichem Wert | 09234255 |
| Direkt Bild zu diesem Denkmal hochladen | Mietshaus in geschlossener Bebauung | Gartenstraße 12 (Karte)                 | Um 1900 | Historisierende Klinkerfassade, von baugeschichtlichem Wert, Betonfenstergewände | 09234256 |
| Direkt Bild zu diesem Denkmal hochladen | Wohnhaus in halboffener Bebauung | Hohe Gasse 2 (Karte)                    | Um 1840 | Mit Ladeneinbau, einfach gestaltete Putzfassade, von bauhistorischem Wert. Irrtümlich als Hohe Straße 2 in der amtlichen Denkmalliste. | 09234259 |
|                                         | Ehemaliges Amtsgericht und Gefängnisgebäude, heute Musikschule | Johann-Sebastian-Bach-Straße 13 (Karte) | 1901–1902 | Gerichtsgebäude repräsentativer Putzbau, im Stil der deutschen Neorenaissance, von baugeschichtlichem und ortsgeschichtlichem Wert. Aufwändige profilierte Tür- und Fenstergewände ausPorphyrwerksteinen, harmonisch proportionierter Baukörper, ab 1952 als Musikschule genutzt. | 09234262 |
| Direkt Bild zu diesem Denkmal hochladen | Wohnhaus in offener Bebauung | Kirchsteig 9 (Karte)                    | Vor 1850 | Mit verbretterter Blockstube, eingeschossiges Doppelstubenhaus, von bauhistorischem Wert. Mit Rußküche, Blockbauweise. | 09234264 |
| Direkt Bild zu diesem Denkmal hochladen | Wohnhaus in Ecklage und in offener Bebauung | Krumme Straße 1 (Karte)                 | Um 1890 | Historisierende Klinkerfassade, markant im Straßenraum positionierter Bau, Pendant zu Breite Straße 55, städtebaulich und baugeschichtlich von Bedeutung | 09305156 |
| Direkt Bild zu diesem Denkmal hochladen | Wohnhaus in offener Bebauung | Krumme Straße 10 (Karte)                | Um 1900 | Repräsentative historisierende Klinkerfassade mit rotem und gelbem Klinker, von baugeschichtlichem Wert, reich verzierte Fenstergewände | 09234276 |
| Direkt Bild zu diesem Denkmal hochladen | Wohnhaus | Leithen 13 (Karte)                      | 19. Jahrhundert                                                                                                   | Vogtlandtypisches eingeschossiges verbrettertes Wohnhaus, baugeschichtlich von Bedeutung | 09234277 |
| Direkt Bild zu diesem Denkmal hochladen | Ehemaliges Wohnstallhaus (mit Oberlaube) | Leithen 18 (Karte)                      | Vor 1850 | Obergeschoss Fachwerk verbrettert, Doppelstubenhaus, von baugeschichtlichem Wert. Umschrot, vierbogige Oberlaube, tonnengewölbter Keller. | 09234278 |
| Direkt Bild zu diesem Denkmal hochladen | Mietshaus in geschlossener Bebauung | Lessingstraße 1 (Karte)                 | Um 1890 | Historisierende Klinkerfassade mit plastischem Schmuck, von städtebaulichem und baugeschichtlichem Wert. Fensterüberdachung im Obergeschoss, siehe auch Lessingstraße 3, 5, 7. | 09234279 |
| Direkt Bild zu diesem Denkmal hochladen | Mietshaus in geschlossener Bebauung | Lessingstraße 3 (Karte)                 | Um 1890 | Historisierende Klinkerfassade mit plastischem Schmuck, von städtebaulichem und baugeschichtlichem Wert. Fensterüberdachung im Obergeschoss, siehe auch Lessingstraße 1, 5, 7. | 09232533 |
| Direkt Bild zu diesem Denkmal hochladen | Mietshaus in geschlossener Bebauung | Lessingstraße 5 (Karte)                 | Um 1890 | Historisierende Klinkerfassade mit plastischem Schmuck, von städtebaulichem und baugeschichtlichem Wert. Fensterüberdachung im Obergeschoss, siehe auch Lessingstraße 1, 3, 7. | 09232534 |
| Direkt Bild zu diesem Denkmal hochladen | Mietshaus in halboffener Bebauung | Lessingstraße 7 (Karte)                 | Um 1890 | Historisierende Klinkerfassade mit plastischem Schmuck, von städtebaulichem und bauhistorischem Wert. Fensterüberdachung im Obergeschoss, siehe auch Lessingstraße 1, 3, 5. | 09232605 |
| Direkt Bild zu diesem Denkmal hochladen | Mietshaus in halboffener Bebauung | Lessingstraße 12 (Karte)                | Um 1905 | Historisierende Putzfassade, von städtebaulichem Wert | 09232910 |
| Direkt Bild zu diesem Denkmal hochladen | Pflegeheim, ursprünglich Jugendheim | Ludwigsweg 50 (Karte)                   | 1938 | Zeittypisches Gebäude im Heimatstil, erbaut als HJ-Heim, von sozialhistorischem und stadtgeschichtlichem Wert. Einstöckig, Kratzputz, Fensterläden, nach 1945 als Krankenhaus genutzt. | 09234351 |
|                                         | Postmeilensäule | Lutherplatz (Karte)                     | 1725 | Kursächsische Postmeilensäulen (Sachgesamtheit); Halbmeilensäule, verkehrsgeschichtlich von Bedeutung. Kursächsische Halbmeilensäule mit originalem Schaft aus Granitwerkstein und verschiedenen Inschriften: - 1. Spiegel: „AR“ „Adorff 1 St.“, „1725“, Posthornzeichen - 2. Spiegel: „AR“ „Stadt St. 1/4“ „1725“, „Posthornzeichen“ - seitlich ist die Reihennummer 78 angebracht Die Säule stand ursprünglich an der Straße von Adorf nach Markneukirchen am Chausseehaus, wurde dann in ein Gartengrundstück unweit des „Steinknock“ versetzt. 1934 wiederentdeckt, 1945 verloren gegangen, 1952 wiederentdeckt und 1955 restauriert am heutigen Platz um 90° verdreht aufgestellt. | 09234281 |
| Direkt Bild zu diesem Denkmal hochladen | Wohn- und Geschäftshaus in geschlossener Bebauung (ehemalige Streichinstrumentenfabrik Heinrich Th. Heberlein jr.) | Lutherplatz 2 (Karte)                   | Um 1890 | Repräsentative historisierende Klinkerfassade, von bauhistorischem und städtebaulichem Wert | 09234283 |
|                                         | Doppelmietshaus in ehemals geschlossener Bebauung | Lutherplatz 3, 4 (Karte)                | Bezeichnet mit 1891                                                                                               | Repräsentative Fassade im Stil der Neurenaissance, Mittelachse durch Erker hervorgehoben, von städtebaulichem und baugeschichtlichem Wert. Originale Haustür, französische Balkone, Klinkermischbauweise, reiche Fassadengliederung, im Eingangsbereich Atlanten, Erker tragend. | 09234287 |
| Direkt Bild zu diesem Denkmal hochladen | Mietshaus in Ecklage und in offener Bebauung | Lutherplatz 6 (Karte)                   | Um 1890 | Historisierender Klinkerbau, von städtebaulichem Wert, originale Haustür | 09234284 |
| Direkt Bild zu diesem Denkmal hochladen | Mietshaus in Ecklage und in geschlossener Bebauung | Lutherplatz 8 (Karte)                   | Um 1900 | Historisierender Klinkerbau, von städtebaulichem Wert, originale Haustür | 09234285 |
| Direkt Bild zu diesem Denkmal hochladen | Wohn- und Geschäftshaus in geschlossener Bebauung (ehemalige Firma Max Otto & Co.) | Lutherplatz 9 (Karte)                   | Um 1900 | Repräsentativer Klinkerbau mit Balkons, im Stil des Historismus, ehemals Musikinstrumentengroßhandlung Max Otto, von ortshistorischem und städtebaulichem Wert. Klinkermischbauweise, originale Haustür und Fenster, gelber Klinker, Firma Max Otto (MOM = Max Otto, Markneukirchen) wurde 1892 gegründet, Großhandlung für Musikinstrumente und Saiten. | 09234286 |
| Direkt Bild zu diesem Denkmal hochladen | Wohnhaus in geschlossener Bebauung (bauliche Einheit mit Am Rathaus 8) | Neue Straße 1 (Karte)                   | 1881 | Historisierende Klinkerfassade (überstrichen), von bauhistorischem Wert. Zusammen mit Nachbargebäude, einer ehemaligen Post, errichtet. | 09234290 |
|                                         | Zwei Kriegerdenkmale, Denkmal für die Gefallenen des Deutsch-Französischen Krieges 1870/71 und Denkmal für die Gefallenen des Ersten Weltkrieges | Oberer Markt (Karte)                    | Nach 1871; 1924                                                                                                   | Von ortsgeschichtlichem Wert. Denkmalanlage Erster Weltkrieg aus Muschelkalkstein. | 09234288 |
| Weitere Bilder                          | Evangelische Stadtkirche St. Nicolai mit Lutherbüste und Gedenktafel an der Südfassade | Oberer Markt 1 (Karte)                  | 1842–1848 (Kirche); 1917 (Lutherbüste und Gedenktafel)                                                            | Repräsentativer Sakralbau, Saalkirche mit drei Apsiden und Westturm, im Rundbogenstil des 19. Jahrhunderts, von städtebaulichem, ortsgeschichtlichem und baugeschichtlichem Wert. Putzbau, achteckiger Turm mit oktogonalem Abschluss, Innenraumausmalung im zeitgleichen Stil restauriert. Außen: Lutherbüste auf einer profilierten Konsole aus Granitgestein, an der Südfassade, darunter zwei Gedenktafeln: - Erste Tafel: zum 400. Geburtstag von Martin Luther am 10. November 1893, „Zum Gedächtnis des großen Reformators Dr. Martin Luther 14. Novbr. 1483, Hebr. 13.7“ - Zweite Tafel: zur 400. Wiederkehr der Reformation 1917 („Zur vierten Jahrhundertfeier der Reformation“ 1517–1917, Römer 3.28) | 09234186 |
| Weitere Bilder                          | Ehemaliges Rathaus | Oberer Markt 3 (Karte)                  | 1843–1845 | Repräsentativer Putzbau, markant die beiden Treppengiebel, im Rundbogenstil des 19. Jahrhunderts, erbaut als Rathaus, von 1852 bis 1902 Amtsgericht, später Ärztehaus, von städtebaulichem, baugeschichtlichem und ortsgeschichtlichem Wert. Grundsteinlegung am 22. August 1843 als Rathaus, ab 26. Januar 1852 Amtsgericht. | 09234292 |
| Direkt Bild zu diesem Denkmal hochladen | Wohnhaus in Ecklage und in geschlossener Bebauung | Oberer Markt 5 (Karte)                  | Um 1850 | Markanter Putzbau, Fassade noch von klassizistischer Wirkung, von städtebaulichem und baugeschichtlichem Wert. Putzquaderung im Erdgeschoss, vermutlich Sitz der Firma: „Überseeische Nutzhölzer und Bogenhaare“. | 09234293 |
| Direkt Bild zu diesem Denkmal hochladen | Mietshaus in geschlossener Bebauung | Oberer Markt 13 (Karte)                 | Um 1890 | Ehemals mit Laden, repräsentative Putzfassade, im Stil des Historismus, von baugeschichtlichem Wert | 09234294 |
| Direkt Bild zu diesem Denkmal hochladen | Mietshaus in geschlossener Bebauung und drei aneinandergebaute Hintergebäude | Oberer Markt 15 (Karte)                 | Ende 19. Jahrhundert                                                                                              | Gegliederter Putzbau mit Tordurchfahrt, im Stil des Historismus, von baugeschichtlichem Wert | 09234295 |
| Direkt Bild zu diesem Denkmal hochladen | Villa Schuster II | Pestalozzistraße 19 (Karte)             | 1904–1905 | Herrschaftliches Gebäude im vornehmen Heimatstil, Anklänge an die Zeit um 1800, Architekt: Paul Schultze-Naumburg, erbaut für den Musikinstrumentenhändler und -fabrikanten Albert Schuster, von baukünstlerischem und bauhistorischem Wert. Ehemalige Schuster-Villa, heute Holzblasinstrumentenbau Mönnig und Adler. Albert Schuster war Mitinhaber der Firma Gebr. Schuster (Martin und Albert Schuster), die Firma wurde 1854 durch (Heinrich) Woldemar Schuster (1829-1915) gegründet, vermutlich der Vater der beiden Brüder. Fabrikation von Streich- und Zupfinstrumenten sowie Handel mit Musikinstrumenten aller Art. Mittelrisalit mit Dreiecksgiebel, Fensterläden, Mansarddach mit Schieferdeckung, der Hauseingangsbereich im Stile des Neuklassizismus ausgemalt, die große Haushalle mit mehrläufiger Treppe, Belichtung über Oberlicht. | 09234299 |
| Direkt Bild zu diesem Denkmal hochladen | Wohn- und Geschäftshaus in offener Bebauung (ehemalige Firma Gebr. Schuster) | Pestalozzistraße 21 (Karte)             | Bezeichnet mit 1895                                                                                               | Repräsentative Klinkerfassade im Stil des Historismus, erbaut für die Musikinstrumentenhändler- und Fabrikantenfamilie Schuster, von ortsgeschichtlichem und bauhistorischem Wert | 09234300 |
| Direkt Bild zu diesem Denkmal hochladen | Wohnhaus in offener Bebauung | Pestalozzistraße 23 (Karte)             | Um 1900 | Historisierender Klinkerbau in gutem Originalzustand von baugeschichtlichem Wert. Zweigeschossiger Klinkerbau auf rechteckigem Grundriss, in Mitte der Straßenfassade polygonaler Vorbau mit kräftigem Gurtgesims, Fassade weiterhin gegliedert durch Fenstergewände, waagerechte Fensterverdachungen und Putz- oder Natursteinbänder, flach abschließendes Walmdach, mittig angeordnete Gaube mit Blendgiebel, dieser durch Segmentbogen abschließend. | 09231818 |
| Direkt Bild zu diesem Denkmal hochladen | Ehemaliges Wohnstallhaus | Platten 32 (Karte)                      | Vor 1850 | Obergeschoss Fachwerk, mit Blockstube, von baugeschichtlichem Wert. Gezapfte Holzverbindungen, Erdgeschoss massiv, teilweise in Blockbauweise, Wirtschaftsteil verbrettert, Giebeldreieck verbrettert, eng stehende Fachwerkständer, hofseitig Oberlaube. | 09234301 |
| Direkt Bild zu diesem Denkmal hochladen | Wohnhaus in offener Bebauung | Plauensche Straße 15 (Karte)            | Vor 1840 | Obergeschoss Fachwerk verbrettert, Mansarddach, von baugeschichtlichem Wert. Walmdach, Giebeldreieck verkleidet, Giebel verbrettert, Erdgeschoss massiv, dieses Haus hat den großen Stadtbrand überdauert. | 09234303 |
| Direkt Bild zu diesem Denkmal hochladen | Wohnhaus in offener Bebauung | Plauensche Straße 16 (Karte)            | Um 1800 | Fachwerk-Obergeschoss verbrettert und verschiefert, Fachwerkwohnhaus aus der Zeit vor dem letzten Stadtbrand, von ortsgeschichtlichem und baugeschichtlichem Wert. Zweigeschossig, Erdgeschoss Ziegelmauerwerk, möglicherweise unterfahren, Kehlbalkendach, Satteldach, Fenster und Türen (auch im Inneren) modernisiert, im Obergeschoss teilweise Dachgeschossausbau, daher Dach abgewinkelt (Giebel zur Hoftraufseite), gehört zu wenigen Bauten, die aus Zeit vor letztem Stadtbrand erhalten blieben. | 09236673 |
| Direkt Bild zu diesem Denkmal hochladen | Wohnhaus in offener Bebauung | Plauensche Straße 17 (Karte)            | Vor 1840 | Fachwerk-Obergeschoss verputzt, schlichter kleinstädtischer Bau, von ortsgeschichtlichem und baugeschichtlichem Wert. Erdgeschoss vermutlich massiv, Garageneinbau. | 09234304 |
| Direkt Bild zu diesem Denkmal hochladen | Wohnhaus in offener Bebauung | Plauensche Straße 18 (Karte)            | Vor 1840 | Obergeschoss Fachwerk teilweise verbrettert bzw. verputzt, von ortsgeschichtlichem und baugeschichtlichem Wert. Erdgeschoss massiv, Ziegelmauerwerk. | 09234305 |
| Direkt Bild zu diesem Denkmal hochladen | Wohnhaus in offener Bebauung | Plauensche Straße 19 (Karte)            | Vor 1840 | Fachwerk-Obergeschoss verbrettert, mit Blockstube im Erdgeschoss, von ortsgeschichtlichem und baugeschichtlichem Wert | 09234306 |
| Direkt Bild zu diesem Denkmal hochladen | Wohnhaus in offener Bebauung | Plauensche Straße 20 (Karte)            | Vor 1840 | Fachwerk-Obergeschoss verbrettert, teilweise verputzt, von ortsgeschichtlichem und baugeschichtlichem Wert, Erdgeschoss massiv | 09234307 |
| Direkt Bild zu diesem Denkmal hochladen | Wohnhaus in halboffener Bebauung | Plauensche Straße 22 (Karte)            | Vor 1840 | Obergeschoss zum Teil Fachwerk verbrettert, von ortsgeschichtlichem und baugeschichtlichem Wert. Vorderer Hausteil noch original, ansonsten teilweise massiv, in zweiter Hälfte 19. Jahrhundert angebaut. | 09234308 |
| Direkt Bild zu diesem Denkmal hochladen | Wohnhaus in halboffener Bebauung | Plauensche Straße 24 (Karte)            | Vor 1840 | Obergeschoss Fachwerk verputzt, kleinstädtisches Wohnhaus, von ortsgeschichtlichem und baugeschichtlichem Wert. Blieb nach letztem großen Stadtbrand von 1840 stehen, Türstock Holz. | 09234309 |
| Direkt Bild zu diesem Denkmal hochladen | Wohnhaus in offener Bebauung | Plauensche Straße 26 (Karte)            | Vor 1840 | Schlichter Putzbau, von ortsentwicklungsgeschichtlichem und baugeschichtlichem Wert. Haus gehört zu den wenigen Gebäuden, die nach dem letzten großen Stadtbrand von 1840 stehen blieben. | 09234310 |
| Direkt Bild zu diesem Denkmal hochladen | Wohnhaus in offener Bebauung und in Ecklage | Roter Markt 20 (Karte)                  | Vor 1850 | Mit Ladeneinbau, Fachwerk-Obergeschoss verbrettert und verkleidet, von baugeschichtlichem Wert, Erdgeschoss mit nachträglichem Ladeneinbau | 09234311 |
| Direkt Bild zu diesem Denkmal hochladen | Mietshaus in Ecklage und in geschlossener Bebauung | Rudolf-Schuster-Straße 2 (Karte)        | Um 1900 | Historisierende Klinkerfassade, Eckerker, Ensemble mit Nachbarbauten, von städtebaulichem und baugeschichtlichem Wert, wichtig für Straßenraum | 09234312 |
| Direkt Bild zu diesem Denkmal hochladen | Mietshaus in geschlossener Bebauung | Rudolf-Schuster-Straße 4 (Karte)        | Um 1900 | Historisierende Klinkerfassade, Ensemble mit Nachbarbauten, von städtebaulichem und baugeschichtlichem Wert | 09234313 |
| Direkt Bild zu diesem Denkmal hochladen | Mietshaus | Rudolf-Schuster-Straße 6 (Karte)        | 1900 | Historisierende Klinkerfassade, Ensemble mit Nachbarbauten, von städtebaulichem und baugeschichtlichem Wert | 09234314 |
| Direkt Bild zu diesem Denkmal hochladen | Mietshaus in Ecklage und in geschlossene Bebauung | Schillerstraße 1 (Karte)                | Um 1905 | Historisierende Klinkerfassade mit Jugendstilornamentik, Eckerker, von städtebaulichem und baugeschichtlichem Wert | 09234315 |
| Direkt Bild zu diesem Denkmal hochladen | Mietshaus in geschlossener Bebauung | Schillerstraße 2 (Karte)                | Um 1905 | Klinkerfassade mit Jugendstilornamentik, von städtebaulichem Wert | 09234316 |
| Direkt Bild zu diesem Denkmal hochladen | Mietshaus in geschlossener Bebauung | Schillerstraße 3 (Karte)                | Um 1905 | Klinkerfassade mit Jugendstilornamentik, von städtebaulichem Wert. Glasierte Ziegel, Bauornamentik-Beton. | 09234317 |
| Direkt Bild zu diesem Denkmal hochladen | Mietshaus in geschlossener Bebauung | Schillerstraße 5 (Karte)                | Um 1905 | Putz-Klinker-Fassade mit Jugendstilornamentik, von städtebaulichem Wert | 09234319 |
| Direkt Bild zu diesem Denkmal hochladen | Wohnhaus in offener Bebauung (Julius-Mosen-Haus, „Mosen-Haisl“) | Schönecker Straße 17 (Karte)            | Um 1800 | Obergeschoss Fachwerk verbrettert, Erdgeschoss ebenfalls verbrettert, als ehemaliges Wohnhaus des Dichters Julius Mosen (1803–1867) von personengeschichtlichem Wert. Historisch bedeutsam, das Haus überstand als eines der Wenigen den Stadtbrand von 1840. | 09234321 |
| Weitere Bilder                          | Schule und Turnhalle (Gymnasium Markneukirchen, ehemalige Bürgerschule Markneukirchen) | Schulstraße 3 (Karte)                   | 1890–1892 | Repräsentativer Klinkerbau, im Stil des Historismus, von städtebaulichem, bauhistorischem und ortsgeschichtlichem Wert. Ehemalige Knaben- und Mädchenschule, Grundsteinlegung am 26. Juli 1890, Weihe am 14. Juli 1892, später Grundschule und Gymnasium. | 09234327 |
| Direkt Bild zu diesem Denkmal hochladen | Villa mit Einfriedung und Toranlage | Schulstraße 4 (Karte)                   | Bezeichnet mit 1894                                                                                               | Repräsentative Klinkerfassade, im Stil des Historismus, von baugeschichtlichem Wert. 1929 wohnhaft Fabrikdirektor Richard Bauer und Kaufmann Theodor Bauer. | 09234328 |
| Direkt Bild zu diesem Denkmal hochladen | Villa mit Einfriedung und Toranlage | Schulstraße 5 (Karte)                   | Um 1890 | Historistische Putzfassade, von baugeschichtlichem Wert. 1929 wohnhaft: Witwe Eleonore Heberlein sowie Kaufmann Helmut Schuster und Fabrikant Martin Schuster. | 09234329 |
| Direkt Bild zu diesem Denkmal hochladen | Villa mit Einfriedung | Schulstraße 6 (Karte)                   | Um 1890 | Historisierende Klinkerfassade, von baugeschichtlichem Wert | 09305155 |
| Direkt Bild zu diesem Denkmal hochladen | Villa mit Toreinfahrt und Resten der Einfriedung | Schulstraße 12 (Karte)                  | Um 1890 | Repräsentative historistische Putzfassade, von baugeschichtlichem Wert. Wohnhaft 1929 Bogenmacher Kurt Neudel, die beiden Handlungsgehilfen Helmut Otto und Theodor Otto sowie Fabrikant Theodor Otto. | 09234330 |
| Direkt Bild zu diesem Denkmal hochladen | Villa mit Einfriedung und Toranlage | Schulstraße 14 (Karte)                  | Bezeichnet mit 1898                                                                                               | Repräsentative Klinkerfassade, im Stil des Historismus, von baugeschichtlichem Wert. Plastik im Eingangsbereich. Wohnhaft 1929: Richard Lederer, Fabrikant und Bruno Klemm, Fabrikant. | 09234331 |
| Direkt Bild zu diesem Denkmal hochladen | Wohnhaus in offener Bebauung | Schützenstraße 7 (Karte)                | 2. Hälfte 19. Jahrhundert                                                                                         | Repräsentative historistische Putzfassade, von baugeschichtlichem Wert. Putzquaderung, aufwändige Fassadengliederung, schöne Haustüren. | 09234323 |
| Direkt Bild zu diesem Denkmal hochladen | Wohnhaus in halboffener Bebauung | Schützenstraße 10 (Karte)               | 2. Hälfte 19. Jahrhundert                                                                                         | Historistische Putzfassade, von baugeschichtlichem Wert, originale Fassadengliederung | 09234325 |
| Direkt Bild zu diesem Denkmal hochladen | Wohnhaus in halboffener Bebauung | Schützenstraße 29 (Karte)               | 1885–1886 | Villenartiges Klinkergebäude mit hölzernem Eingangshäuschen, im Stil des Historismus, von baugeschichtlichem Wert. Lisenengliederung, originaler Vorbau als Holzkonstruktion. | 09234326 |
| Direkt Bild zu diesem Denkmal hochladen | Mietshaus in Ecklage und halboffener Bebauung | Schützenstraße 64 (Karte)               | Um 1905 | Mit Laden, markante Klinkerfassade, durch Eckerker betont, baugeschichtliche und städtebauliche Bedeutung. Dreigeschossiger gelber Klinkerbau mit Dachausbau, gestalterische Eckbetonung durch Giebel (einer Zahnschnitt, zwei mit Voluten), Fassadengestaltung durch Putzspiegel, im Erdgeschoss Fensterbekrönungen. | 09302702 |
| Direkt Bild zu diesem Denkmal hochladen | Wohnhaus in Ecklage und halboffener Bebauung, sowie Hintergebäude und Toreinfahrt | Straße des Friedens 1 (Karte)           | Um 1880 (Wohnhaus); um 1910 (Hintergebäude)                                                                       | Putzbau mit Laden, von städtebaulichem Wert. Am Tor Inschrift „Nur munter herein/hier sind die staubigen Füße erlaubt/Doch wem das Herz und der Sinn verstaubt/Der lasse uns allein“. | 09234332 |
| Direkt Bild zu diesem Denkmal hochladen | Mietshaus in geschlossener Bebauung | Straße des Friedens 5 (Karte)           | Ende 19. Jahrhundert                                                                                              | Mit Laden, stattlicher historistischer Putzbau, von städtebaulichem und baugeschichtlichem Wert. Erdgeschoss Tor, Fensterüberdachungen im Obergeschoss. | 09234333 |
| Direkt Bild zu diesem Denkmal hochladen | Mietshaus in geschlossener Bebauung | Straße des Friedens 11 (Karte)          | Ende 19. Jahrhundert                                                                                              | Mit Laden, markant gestaltete Putzfassade mit Putzstuck, von städtebaulichem und baugeschichtlichem Wert, vermutlich ehemaliges Geschäftshaus | 09234334 |
| Direkt Bild zu diesem Denkmal hochladen | Wohnhaus in geschlossener Bebauung | Straße des Friedens 15 (Karte)          | Ende 19. Jahrhundert                                                                                              | Mit Läden, klassizistische wirkende Putzfassade, von städtebaulichem und baugeschichtlichem Wert | 09234335 |
| Direkt Bild zu diesem Denkmal hochladen | Wohnhaus in Ecklage und in halboffener Bebauung | Straße des Friedens 26 (Karte)          | 2. Hälfte 19. Jahrhundert                                                                                         | Mit Läden, schlichter Putzbau mit Eckbetonung, von städtebaulichem Wert. Platzbildend, Fassade um 1930 überformt mit Haustür aus dieser Zeit. | 09234337 |
| Direkt Bild zu diesem Denkmal hochladen | Wohnhaus in halboffener Bebauung | Straße des Friedens 32 (Karte)          | Ende 19. Jahrhundert                                                                                              | Historisierende Putzfassade, markanter Kopfbau einer Hauszeile, städtebaulich und baugeschichtlich von Bedeutung | 09305154 |
| Direkt Bild zu diesem Denkmal hochladen | Ehemaliges Sägewerk mit Produktionsgebäude einschließlich Ausstattung (darunter Sägegatter), Schornstein sowie Wohnhaus | Trobitzschen 12, 16 (Karte)             | 1878 (Fabrikgebäude); um 1905 (Wohnhaus)                                                                          | Als Besonderheit unter den erhaltenen sächsischen Sägewerken diente das vorliegende Sägewerk dem Holzzuschnitt für Musikinstrumente, damit singulär, Ensemble industriegeschichtlich sowie technikgeschichtlich von besonderer Bedeutung, aufgrund des fortgeführten Museumsbetriebes von großem Dokumentations- und Erlebniswert. | 09233072 |
| Weitere Bilder                          | Gerberwohnhaus (mit angebautem Nebengebäude, mit Oberlaube) in halboffener Bebauung (Gerber-Hans-Haus) | Trobitzschen 14 (Karte)                 | Um 1800, im Kern wohl älter                                                                                       | Schlichter Putzbau mit Mansarddach, Nebengebäude mit Fachwerk-Obergeschoss, mit seltener Oberlaube zum Hof, von ortsgeschichtlichem, bauhistorischem und technikgeschichtlichem Wert. Wohnhaus mit Oberlaube, aus der Informationstafel des Heimatvereins e. V. Markneukirchen (Auszug): Dieses Haus erbaut um 1700 überstand unbeschädigt den Stadtbrand von 1840, damals im Besitz der Bogenmacherfamilie Knopf, 1859 erworben durch den Rotlohgerbermeister Carl Cottlob Schuster (Gerberei), seitdem „Gerber Hans“ (Spitzname), sein Sohn Carl August Schuster errichtete 1878 eine Dampflohmühle, seit 1884 Sägewerk und Holzhandlung, Holzzuschnitt besonders für die Musikindustrie, letzter Besitzer war Erich Schuster, bis 1991 war das Sägewerk mit Transmissionsantrieb in Betrieb. | 09234338 |
| Direkt Bild zu diesem Denkmal hochladen | Wohnhaus in Ecklage und in geschlossener Bebauung | Unterer Markt 2 (Karte)                 | Um 1870 | Mit Ladeneinbauten, streng gegliederte, historistische Putzfassade, von städtebaulichem und baugeschichtlichem Wert. Mezzaningeschoss, Putzquaderung im Erdgeschoss, Ladeneinbau um 1900. | 09234339 |
| Direkt Bild zu diesem Denkmal hochladen | Zschuckebrunnen mit Brunnenplastik | Unterer Markt 2 (vor) (Karte)           | 1912 | Benannt nach ehemaligen Bürgermeister Theodor Zschucke, von personengeschichtlichem, ortsgeschichtlichem und künstlerischem Wert. Putto, Musik spielend sowie Löwenkopf, Bronze/Sandstein. | 09234289 |
| Direkt Bild zu diesem Denkmal hochladen | Mietshaus in geschlossener Bebauung | Unterer Markt 10 (Karte)                | Um 1900, im Kern älter                                                                                            | Historisierende Klinkerfassade, von baugeschichtlichem und städtebaulichem Wert. Dreigeschossiges Gebäude, historistische Fassadengliederung, im neuromanischen Rundbogenstil, Bleiglasfenster an Dachgaupe und im Treppenhaus, ornamentaler Fries unter Dach, rundbogige Fenster, in Obergeschoss Fenster original, ursprünglich zweigeschossiges Gebäude, um 1900 aufgestockt, im Hinterhaus Paulus Saitenfabrik (gegründet 1828, siehe auch Breite Straße 35). | 09234341 |
| Direkt Bild zu diesem Denkmal hochladen | Mietshaus in geschlossener Bebauung | Unterer Markt 16 (Karte)                | 2. Hälfte 19. Jahrhundert                                                                                         | Mit Laden, gut gegliederte historistische Putzfassade, von baugeschichtlichem Wert. Originale Putzgliederung, Haustor, ursprünglich wohl zweigeschossig, um 1900 aufgestockt. | 09234342 |
| Direkt Bild zu diesem Denkmal hochladen | Wohnhaus (mit zwei Hausnummern) in geschlossener Bebauung | Unterer Markt 18, 20 (Karte)            | Um 1840 | Mit Läden, einfache Putzfassade mit Figuren-Nische, von baugeschichtlichem Wert. In Nische Bauplastik (Lyra-Spieler), Ladeneinbauten um 1900. | 09234344 |
| Direkt Bild zu diesem Denkmal hochladen | Ehemaliges Wohnhaus (heute Bankgebäude, mit zwei Hausnummern) in Ecklage und in offener Bebauung | Unterer Markt 26, 28 (Karte)            | Um 1850 | Klassizistisch wirkende Putzfassade, von städtebaulichem Wert | 09234343 |
| Direkt Bild zu diesem Denkmal hochladen | Wohnhaus in offener Bebauung | Wernitzgrüner Straße 55 (Karte)         | Um 1900 | Historisierende Klinkerfassade, über dem Eingang säulengestützter Balkon, von baugeschichtlichem Wert | 09234345 |
| Direkt Bild zu diesem Denkmal hochladen | Wohnhaus in halboffener Bebauung | Wohlhausener Straße 6 (Karte)           | 1883 | Historistische Putzfassade, von baugeschichtlichem, straßenbildprägendem und ortsgeschichtlichem Wert | 09307023 |
| Direkt Bild zu diesem Denkmal hochladen | Wohnhaus in offener Bebauung | Wohlhausener Straße 8 (Karte)           | Um 1880 | Repräsentativer Klinkerbau mit Neorenaissanceformen, baugeschichtlich von Bedeutung. Mezzaningeschoss, ehemals Klinkerfassade, überstrichen. Irrtümlich als Klingenthaler Straße 8 in der amtlichen Denkmalliste. | 09234269 |
| Direkt Bild zu diesem Denkmal hochladen | Wohnhaus in offener Bebauung | Wohlhausener Straße 14 (Karte)          | Um 1900 | Reich strukturierter Klinkerbau mit Balkon und Holzvorhäuschen, in gutem Originalzustand, baugeschichtlich von Bedeutung. Irrtümlich als Klingenthaler Straße 14 in der amtlichen Denkmalliste. | 09234270 |
| Direkt Bild zu diesem Denkmal hochladen | Wohnhaus in offener Bebauung | Wohlhausener Straße 22 (Karte)          | Um 1890 | Zeittypischer historisierender Putzbau, baugeschichtlich von Bedeutung. Putzfassade, Putznutung im Erdgeschoss, Holzbalkon. Irrtümlich als Klingenthaler Straße 22 in der amtlichen Denkmalliste. | 09234271 |
| Direkt Bild zu diesem Denkmal hochladen | Wohnhaus in offener Bebauung | Wohlhausener Straße 44 (Karte)          | 1883 | Historisierende Klinkerfassade, mit baugeschichtlichem Wert. Kleine Villa, Holzvorhäuschen am Hauptzugang. Irrtümlich als Klingenthaler Straße 44 in der amtlichen Denkmalliste. | 09234272 |
| Direkt Bild zu diesem Denkmal hochladen | Wohnstallhaus eines Bauernhofes | Zimmerloh 57 (Karte)                    | Nach 1800 | In vogtlandtypischer Bauweise, Obergeschoss Fachwerk verbrettert, Erdgeschoss verbrettert, von baugeschichtlichem Wert. Zweigeschossiges Wohnstallgebäude, Krüppelwalmdach. | 09234348 |
| Direkt Bild zu diesem Denkmal hochladen | Wohnhaus und zwei aneinandergebaute Scheunen eines Bauernhofes | Zimmerloh 61 (Karte)                    | Um 1800 | Wohnhaus Obergeschoss Fachwerk, Obergeschoss und Erdgeschoss verkleidet, Scheunen verbrettert, von baugeschichtlichem Wert, ein typischer Parallelhof | 09234349 |
| Direkt Bild zu diesem Denkmal hochladen | Wohnstallhaus | Zimmerloh 71 (Karte)                    | Vor 1800 | Vogtlandtypisches eingeschossiges Gebäude, Blockstube verkleidet, von baugeschichtlichem Wert. Fachwerk verbrettert, einstöckig. | 09234350 |

## Breitenfeld
| Bild                                    | Bezeichnung                                                   | Lage                                  | Datierung                 | Beschreibung | ID       |
| --------------------------------------- | ------------------------------------------------------------- | ------------------------------------- | ------------------------- | --- | -------- |
| Direkt Bild zu diesem Denkmal hochladen | Häuslerhaus                                                   | Alter Weg 14 (Karte)                  | 1. Hälfte 19. Jahrhundert | Eingeschossiges verbrettertes Gebäude, von bauhistorischem Wert. Kleines Blockhaus, traufseitig mittige Erschließung, zwei Schiebefenster. | 09233952 |
| Direkt Bild zu diesem Denkmal hochladen | Ehemalige Schule                                              | Neue Markneukirchner Straße 5 (Karte) | Bezeichnet mit 1900       | Historisierender Klinkerbau mit kräftigem Dachreiter, von ortsgeschichtlichem Wert. Klinkerfassade mit rotem und gelbem Klinker, Inschriften „Lerne, Lehre Gott zu Ehre“ und „ANNO–1900“, alte Haustür erhalten, Uhr im Giebel, einfaches Bauwerk, dominierende Lage mit Turm. Irrtümlich als Markneukirchner Straße 5 in der amtlichen Denkmalliste. | 09233954 |
| Direkt Bild zu diesem Denkmal hochladen | Scheune und Seitengebäude (mit Oberlaube) eines Dreiseithofes | Neuer Weg 1 (Karte)                   | Wohl um 1800              | Vogtlandtypische verbretterte Wirtschaftsbauten einer Hofanlage, von baugeschichtlichem Wert. Kleines Bauerngut, Oberlaube verbrettert, Fachwerk verbrettert, Scheune verbrettert, beide Gebäude mit Satteldächern. | 09233956 |
| Direkt Bild zu diesem Denkmal hochladen | Herrenhaus des Rittergutes                                    | Thomas-Müntzer-Weg 2 (Karte)          | Bezeichnet mit 1767       | Barocker Putzbau mit Mansarddach und repräsentativem Werksteinportal, von ortsgeschichtlichem Wert | 09233957 |
| Direkt Bild zu diesem Denkmal hochladen | Kriegerdenkmal für die Gefallenen des Ersten Weltkrieges      | Wohlbacher Straße (Karte)             | Um 1920                   | Von ortshistorischem Wert | 09233958 |

## Erlbach
| Bild                                    | Bezeichnung | Lage                                        | Datierung                                 | Beschreibung | ID       |
| --------------------------------------- | --- | ------------------------------------------- | ----------------------------------------- | --- | -------- |
| Weitere Bilder                          | Juliusstein | (Flurstück 551) (Karte)                     | Bezeichnet mit 1544                       | Mit Wappen, Landesgrenzstein von 1544 der sogenannten „Schlickschen Grenze“, heimatgeschichtliche Bedeutung. Einer von mehreren (bis 1945 mindestens fünf) zeitgenössischen Grenzsteinen auf einer etwa zehn Kilometer langen Strecke, die im 16. Jahrhundert die Herrschaften Graslitz und Schönbach von Kursachsen trennte. Neben diesem „Juliusstein“ und demjenigen, der sich seit zirka 1960 vor dem Museum in Markneukirchen (Paulusschlössel) befindet (Objekt 09234208), gibt es noch ein fragmentiertes Exemplar (Objekt 09304381); auf dem Stein die charakteristische Heraldik (kursächsische Schwerter und böhmischer Löwe), unpassende Farbigkeit. Der Stein sollte in den 1980er Jahren nach Prag ins Museum abtransportiert werden, doch es konnte nachgewiesen werden, dass er seinerzeit von Sachsen bezahlt worden war. | 09233989 |
| Direkt Bild zu diesem Denkmal hochladen | Mietshaus in halboffener Bebauung (bauliche Einheit mit Nr. 6 und 8)                                                                    | Ernst-Gläser-Straße 4 (Karte)               | Um 1905                                   | Historisierende Klinkerfassade mit Bauzier, von baugeschichtlichem Wert. Dreigeschossig, gelber Klinker, orange Klinker am Sockel, originale Fenster, grünglasierte Ziegel abgesetzt, Zahnschnittfries unter Dach. | 09233960 |
| Direkt Bild zu diesem Denkmal hochladen | Mietshaus in geschlossener Bebauung (bauliche Einheit mit Nr. 4 und 8)                                                                  | Ernst-Gläser-Straße 6 (Karte)               | Um 1905                                   | Historisierende Klinkerfassade mit Bauzier, von baugeschichtlichem Wert. Gelber und oranger Klinker, mit grünglasierten Ziegeln abgesetzt, schöne Haustür mit Jugendstilornamentik, originale Fenster teilweise erhalten, Fachwerkzwerchgiebel. | 09233961 |
| Direkt Bild zu diesem Denkmal hochladen | Mietshaus in halboffener Bebauung (bauliche Einheit mit Nr. 4 und 6)                                                                    | Ernst-Gläser-Straße 8 (Karte)               | Um 1905                                   | Historisierende Klinkerfassade mit Bauzier, von baugeschichtlichem Wert. Gleiche Gestaltung wie Nummer 4. | 09233962 |
| Direkt Bild zu diesem Denkmal hochladen | Häuslerhaus (Dreihöf) | Eubabrunner Straße 43 (Karte)               | Mitte 18. Jahrhundert                     | Auch als „Tripfhaus“ bezeichnetes, eingeschossiges Wohnhaus, mit verbretterter Blockstube, von baugeschichtlichem und ortsgeschichtlichem Wert. Informationstafel am Haus (vom Heimat- und Geschichtsverein Erlbach e. V.): 1751 Christian Alexander von Beulwitz, Besitzer des Rittergutes Untererlbach mit Eubabrunn und Wernitzgrün, verkauft das Tripfhaus an Johann Christian Wunderlich für 55 Gulden und reicht es in Lehen. 1754 Johann Christian Wunderlich verkauft das Haus an den Papiermacher Johann Paul Frey für 63 Gulden. 1758 nach dem Tode des Papiermachers Paul Frey wird das Häuschen an Johann Georg Schnödenbach verkauft. 1845 Rittmeister August Alexander von Beulwitz, Besitzer des Rittergutes Erlbach, verkauft das Häuschen an Johann Adam Ernst Burkmann. 1885 Violinbogenmacher Friedrich Ferdinand Sporn ist neuer Eigentümer. Im Besitz der Bogenmacherfamilie Sporn bleibt das Grundstück bis 1962. Das Gebäude wird als Ferienwohnung genutzt. Auf dem freien Platz vor dem Haus in Richtung Brücke über den Hennebach stand ein Gemeinschaftsbackofen, der von den Bewohnern der umliegenden kleinen Tripfhäuser, in denen kein Platz für einen Backofen war, genutzt wurde. | 09233964 |
| Direkt Bild zu diesem Denkmal hochladen | Doppelwohnhaus in offener Bebauung | Eubabrunner Straße 58, 60 (Karte)           | Um 1905                                   | Klinkerfassaden mit Fachwerkkonstruktion im Dachgeschoss, von baugeschichtlichem und ortsentwicklungsgeschichtlichem Wert. Roter und oranger Klinker, Fachwerkelemente, Fachwerkdrempel, Dachaufbauten original. | 09233965 |
| Direkt Bild zu diesem Denkmal hochladen | Wohnhaus in halboffener Bebauung (bauliche Einheit mit Nr. 21) und seitliche Toreinfahrt                                                | Gopplasgrüner Straße 19 (Karte)             | Um 1907                                   | Historisierende mehrfarbige Klinkerfassade, von baugeschichtlichem Wert. Dreigeschossig, roter Klinker mit grünglasierten Ziegeln abgesetzt, originale Dachaufbauten, Fenster teilweise verändert. | 09233966 |
| Direkt Bild zu diesem Denkmal hochladen | Wohnhaus in halboffener Bebauung (bauliche Einheit mit Nr. 19)                                                                          | Gopplasgrüner Straße 21 (Karte)             | Um 1907                                   | Historisierende mehrfarbige Klinkerfassade, von baugeschichtlichem Wert, siehe Nummer 19 | 09233967 |
| Direkt Bild zu diesem Denkmal hochladen | Wohnhaus in offener Bebauung | Gopplasgrüner Straße 23 (Karte)             | Um 1907                                   | Historisierende Klinkerfassade, von baugeschichtlichem Wert. Dreigeschossig, grünglasierte Ziegel als Ornament, leichte Bauveränderungen. | 09233968 |
| Direkt Bild zu diesem Denkmal hochladen | Steinkreuz „Die Marter“ | Gopplasgrüner Straße 45 (gegenüber) (Karte) | 15./16. Jahrhundert                       | Regionalgeschichtlich von Bedeutung. Granit, keine Einmeißelung. | 09234004 |
| Direkt Bild zu diesem Denkmal hochladen | Wohnhaus, ehemals Armenhaus | Hopfenweg 1 (Karte)                         | 1. Hälfte 19. Jahrhundert                 | Eingeschossiger Putzbau, von ortsgeschichtlichem Wert | 09233969 |
| Direkt Bild zu diesem Denkmal hochladen | Wohnhaus in offener Bebauung, mit Laden und Werkstatt                                                                                   | Kirchstraße 9 (Karte)                       | Um 1900                                   | Zweifarbiger Klinkerbau, ehemaliges Wohn- und Werkstattgebäude der Bogenbauer-Familie Dölling, ortsentwicklungsgeschichtlich bedeutsam. Gelber Klinker mit rotem Klinker verziert. | 09233972 |
| Weitere Bilder                          | Kirche sowie an der Kirche ein Kriegerdenkmal für die Gefallenen des Ersten Weltkrieges und des Deutsch-Französischen Krieges 1870/1871 | Kirchstraße 15 (Karte)                      | 1863 (Kirche); nach 1918 (Kriegerdenkmal) | Einfache neuromanische Saalkirche mit Ostturm, im Rundbogenstil des 19. Jahrhunderts von baugeschichtlichem und ortsgeschichtlichem Wert. Putzbau mit eingezogenem, geradem Chorabschluss, der Westturm über quadratischem Grundriss, im Obergeschoss oktogonal, Spitzhelm. - Innen: Tonnengewölbe, zweigeschossige Emporen an Nord- und Südseite, lebensgroße Taufengel aus Holz (1750), Schubert-Orgel 1863–66, hochrechteckiges Epitaph für Carl von Schirnding auf der Südseite - Außen: ein Denkmal für die gefallenen Soldaten des 1870er und Ersten Weltkriegs (Nachbearbeitung: Zweiter Weltkrieg), aufwändig gestaltetes Gefallenendenkmal | 09233970 |
| Direkt Bild zu diesem Denkmal hochladen | Villa | Kirchstraße 17 (Karte)                      | Bezeichnet mit 1895                       | Reich gegliederter Klinkerbau, im Stil des Historismus, von baugeschichtlichem Wert. Roter Klinker, Schwebegiebel. | 09233973 |
| Direkt Bild zu diesem Denkmal hochladen | Gasthaus in offener Bebauung (Erlbacher Salzschänke)                                                                                    | Kirchstraße 24 (Karte)                      | 1827                                      | Obergeschoss zum Teil Fachwerk verschiefert, von ortsgeschichtlichem und baugeschichtlichem Wert. Erstes zweigeschossiges massives Bürgerhaus in Erlbach, großes Krüppelwalmdach, nachträglich vergrößert und umgebaut, Fachwerk-Obergeschoss verschiefert mit Sonnenmotiven, Erdgeschoss mit Ladeneinbau. | 09233974 |
|                                         | Gemeindeamt | Klingenthaler Straße 1 (Karte)              | 1912                                      | Rathausgebäude als repräsentativer Massivbau, Reformstil-Architektur, von ortsgeschichtlichem und baugeschichtlichem Wert. Gemeindeamt, Standesamt und Gemeindebad in einem Haus vereint, Bleiglasfenster, Putzornamentik. | 09233977 |
| Direkt Bild zu diesem Denkmal hochladen | Forsthaus und drei aneinandergebaute Seitengebäude eines Forsthofes                                                                     | Klingenthaler Straße 30 (Karte)             | Um 1900                                   | Das Forsthaus ein historisierender Putzbau, Anklänge an den Schweizerstil, von baugeschichtlichem und städtebaulichem Wert. Wohnhaus mit Eckquaderung und Mittelrisalit. | 09233976 |
| Direkt Bild zu diesem Denkmal hochladen | Wohnstallhaus und Scheune eines Bauernhofes                                                                                             | Klingenthaler Straße 46 (Karte)             | Wohl 1. Hälfte 19. Jahrhundert            | Vogtlandtypisches eingeschossiges Bauernhaus, Scheune Fachwerk verbrettert, von baugeschichtlichem Wert. Wohnhaus: Blockstube erhalten, verbrettert, Kniestock. | 09233978 |
| Direkt Bild zu diesem Denkmal hochladen | Wohnstallhaus und Scheune eines Bauernhofes                                                                                             | Klingenthaler Straße 50 (Karte)             | Wohl vor 1700                             | Vogtlandtypisches eingeschossiges Bauernhaus, Scheune Fachwerk verbrettert, wohl ehemals Fronherberge des Rittergutes Obererlbach, von ortshistorischem und baugeschichtlichem Wert. Wohnhaus: erhaltene Blockstube, Kniestock, verbrettert, teilweise massiv. | 09233979 |
| Direkt Bild zu diesem Denkmal hochladen | Kinderheim Tannenmühle und ehemaliges Mühlengebäude einer Papiermühle                                                                   | Klingenthaler Straße 66 (Karte)             | 1861 (ehemalige Mühle); 1927 (Kinderheim) | Gebäudekomplex mit ehemaligem Mühlengebäude (Haus 1, Verwaltung/Aufenthaltsräume) und Haus 2 des Kinderheimes, von ortsgeschichtlichem und baugeschichtlichem Wert. Als Papiermühle erbaut, Vorgängerbau 1860 durch Brand vernichtet, 1921 Umbau und Umnutzung zum Kinderheim. | 09233980 |
| Direkt Bild zu diesem Denkmal hochladen | Fünf Zollbeamtenwohnhäuser (Doppelhäuser, drei Gebäude ohne Hausnummern)                                                                | Klingenthaler Straße 72, 74 (Karte)         | Um 1937                                   | Im Heimatstil, von regionalhistorischem Wert | 09305151 |
| Direkt Bild zu diesem Denkmal hochladen | Wohnhaus in offener Bebauung | Lindenplatz 15 (Karte)                      | 1726                                      | Eingeschossiges Gebäude, Giebeldreieck verbrettert, Doppelstubenblockhaus, von baugeschichtlicherm und hauskundlichem Wert. Ehemaliges Gutsarbeiterhaus, Holzschindeldach, errichtet von Schneidermeister Georg Braun, Rußküche, altdeutsche Esse, bis 1975 noch Wohnhaus mit Schneiderwerkstatt, heute Heimatstube. | 09233981 |
| Direkt Bild zu diesem Denkmal hochladen | Wohnhaus in offener Bebauung | Marktplatz 3 (Karte)                        | Wohl vor 1700                             | Fachwerkhaus (zum Teil verkleidet), mit erhaltener Blockstube, ehemaliges Handwerkerhaus (Tischlerei, später Schmiede), baugeschichtlich von Bedeutung. Fachwerk-Obergeschoss, verkleidet, Satteldach, guter Originalzustand, teilweise Erdgeschoss massiv, auch im Obergeschoss teilweise massiv. | 09233986 |
| Direkt Bild zu diesem Denkmal hochladen | Friedhofsmauer und Friedhofsportal, Grabmäler Schwarzenfels, Tauscher und Bunde auf dem Friedhof                                        | Obere Markneukirchner Straße (Karte)        | Nach 1763                                 | Bestandteile des Friedhofs personengeschichtlich, baugeschichtlich, ortsgeschichtlich bzw. künstlerisch von Bedeutung. - Friedhofsmauer: auf der Nord-, West- und Ostseite zirka zwei Meter hoch, aus massivem Bruchsteinmauerwerk (Granitgestein, Schiefergestein) mit Satteldachabschluss und Abdeckung mit Keilnutschindeln, an der Süd-Ost-Ecke ein gerader Abschluss mit einem bildhauerisch geformten Pinienzapfen darauf - Friedhofsportal, der breite Friedhofseingang an der Nord-Ost-Ecke: zwei zirka 2,50 Meter hohe einfache Werksteinpostamente mit Abdeckplatten, darauf stilisierte Schmuckschalen oder Urnen aus Granitwerkstein, ein zweiflügeliges eisernes Tor aus genieteten Flachstahlprofilen - Familienerbbegräbnisstätte Schwarzenfels: Wilhelm Ludwig von Schwarzenfels (gestorben 1763) war Rittergutsbesitzer von Erlbach; ein frei stehender, erhöhter und monumentaler Prunksarkophag auf Postament und Grundplatte, auf dem Sarkophag steinerne Schmuckurne mit Verzierungen, Ornamenten etc., an den Ecken der erhöhten Grabstätte Postamente mit stilisierten Blüten darauf (aus Granitwerkstein), alles in der Formensprache des Frühklassizismus - Familiengrabstätte Robert Tauscher: geboren 1863, gestorben 1931, Tauscher gründete die erste Erlbacher Brauerei und betrieb den Gasthof am Marktplatz; das dreiteilige massive „Wandgrab“ auf Grundplatte mit gliedernden Mauerwerksvorlagen und „Putzspiegeln“, kräftige Verdachungen aus Granitwerkstein, die Gedenktafeln aus Syenitgestein, die Grabstelle ist durch Werksteinpostamente mit dazwischen befindlichen kniehohen Eisenzäunen gefasst - Familiengrabstätte Bunde: Richard Bunde (geboren 1851 oder 1861, gestorben 1906) erwarb das Obererlbacher Rittergut, 1874, Bewirtschaftung bis 1906; ein zirka 90 cm breiter und 60 cm hoher Werkstein aus Granit mit den eingemeißelten Namen und Daten | 09248161 |
| Direkt Bild zu diesem Denkmal hochladen | Wohnhaus | Wirtsgrundweg 2 (Karte)                     | Vor 1750                                  | Vogtlandtypisches eingeschossiges Gebäude, wohl ehemaliges Tripfhaus für Handwerker des Rittergutes Obererlbach, von baugeschichtlichem Wert. Mit Blockstube, verbrettert, teilweise massiv. | 09233990 |
| Direkt Bild zu diesem Denkmal hochladen | Herrenhaus, Nebengebäude und Garten eines Rittergutes Obererlbach (Schloss Bunde)                                                       | Wirtsgrundweg 6 (Karte)                     | Im Kern18. Jahrhundert                    | Herrenhaus schlichter Putzbau mit Walmdach, Rittergut auch als „Schloss Bunde“ bezeichnet, benannt nach den Landtagsabgeordneten Heinrich (1825–1893, Vater) und Gustav Richard Bunde (1851–1906, Sohn), Rittergut im Familienbesitz ab 1874/75, bauhistorische und ortsgeschichtliche Bedeutung. Ehemaliges Schloss: verschiedene Bauphasen, Veränderungen um 1800, Walmdach, Holzfensterstöcke, barocke Fenster, Haustür und Türportal um 1800. | 09233991 |

## Eubabrunn
| Bild                                    | Bezeichnung | Lage                          | Datierung | Beschreibung | ID       |
| --------------------------------------- | --- | ----------------------------- | --- | --- | -------- |
| Direkt Bild zu diesem Denkmal hochladen | Zwei Scheunen eines Bauernhofes | Schönbacher Straße 8 (Karte)  | 2. Hälfte 19. Jahrhundert | Ehemaliges Handfrohngüthlein, ab 1839 Gasthof, die beiden Scheunen verbrettert, von baugeschichtlichem Wert. Die Hofstelle schon um 1600 angelegt, kurz vor 1900 im Hof das Gasthaus Zum Grünen Tal, später Pferdehof Adler. | 09233996 |
| Direkt Bild zu diesem Denkmal hochladen | Wohnhaus | Schönbacher Straße 11 (Karte) | 1. Hälfte 19. Jahrhundert | Vogtlandtypisches eingeschossiges Gebäude mit verbrettertem Fachwerkgiebel, baugeschichtlich von Bedeutung. Wohnspeicherhaus, ursprünglich mit Blockstube, heute Erdgeschoss massiv, Kniestock, Satteldach, angebaute Scheune. | 09233998 |
|                                         | Ehemalige Schmiede Glaß aus Markneukirchen, heute Kassen- und Informationsgebäude des Vogtländischen Freilichtmuseums Eubabrunn | Waldstraße 1a (Karte)         | Um 1900 | In Blockbauweise, von ortsgeschichtlichem, technikgeschichtlichem sowie hauskundlichem Wert | 09248162 |
| Direkt Bild zu diesem Denkmal hochladen | Hof III: Wohnstallhaus Geipel aus Mühlhausen (Haus 9), Remisengebäude Grimm aus Schönberg (Haus 10), Scheune Moßner aus Ebmath (Haus 11), Remisengebäude Ludwig aus Wohlbach (Haus 12), Wohnstallhaus Mönnig aus Leubetha (Haus 13), Feldscheune Mönnig aus Leubetha (Haus 14), Milchhäuschen aus Eubabrunn (Haus 19) | Waldstraße 2a (Karte)         | Um 1750 (Scheune, Haus 11); bezeichnet mit 1755 (Wohnstallhaus, Haus 9); um 1800 (Remise, Haus 12, sowie Remise, Haus 10); 1816 (Wohnstallhaus, Haus 13) | Aus verschiedenen Dörfern des oberen Vogtlandes stammende, traditionelle bäuerliche Wohn- und Wirtschaftsgebäude von baugeschichtlichem und hauskundlichem Wert. | 09233075 |
| Direkt Bild zu diesem Denkmal hochladen | Hof II: Scheune Roßbach aus Leubetha (Haus 5), Remisengebäude Schuster aus Wohlbach (Haus 6), Torhaus Zöphel aus Mühlhausen (Haus 7) und Bienenhaus (Haus 6a) | Waldstraße 2a (Karte)         | 1728 (Remise, Haus 6); um 1800 (Torhaus, Haus 7); 1827 (Scheune, Haus 5)                                                                                 | Aus verschiedenen Regionen des Vogtlandes stammende, traditionelle bäuerliche Wirtschaftsgebäude von baugeschichtlichem, volks- und hauskundlichem sowie regionalhistorischem Wert. - Haus 5, Scheune Roßbach aus Leubetha: Ursprünglicher Standort Leubetha, Dorfstraße 29. Baujahr: 1827. Scheune mit zwei Tennen, Blockbauweise. Vorbesitzer/Erwerbsjahr: Erbengemeinschaft Theo Rossbach, Hundsgrün/1975. Umsetzung: 1992/1993. Nutzung: Ausstellung Feuerwehrgeschichte. Beschreibung des Gebäudes: offene Bauweise, Einzelgebäude. Bauweise: Fachwerkbau mit Blockausfachung, Giebel in senkrechter Rauhspundverschalung. Sockel: aufgrund der Hängigkeit des Geländes stand das Gebäude auf einzelnen Sockeln. Die hintere Längswand ist als durchgehender Bruchsteinsockel ausgeführt. Dachkonstruktion: Satteldach mit Schindeln und abschließender Blecheindeckung. Das Gebäude ist nicht unterkellert und besteht aus ebenerdigem Dreschboden mit einzelnen Kammereinbauten sowie zwei darüberliegenden Tennen. Decken: als einschalige Holzdecken. Treppen: nicht vorhanden, Aufgänge zu Oberböden über Leitern. Fußboden: im Erdgeschoss als Holzfußboden. Installation: nicht vorhanden. Der bauliche Zustand war so schlecht, dass konstruktive Holzbauteile erneuert werden mussten. - Haus 8, Haus Baumann aus Saalig: Zur Umsetzung in diesen Hof vorgesehen, aber zurzeit noch nicht realisierbar. Derzeitiger Standort: Saalig Nummer 31, ehemaliger Dreiseithof. Vorbesitzer/Erwerbsjahr: Hans Baumann, Saalig/1975. Baujahr: 1863. Umgebinde mit verschiefertem Schmuckgiebel. Hofgröße: Landwirtschaft, ca. 10 ha. | 09233076 |
| Direkt Bild zu diesem Denkmal hochladen | Hof I: Wohnstallhaus Kummer aus Unterwürschnitz (Haus 1, heute Gasthaus »Grünes Tal«) mit Wassertrog vor dem Haus, Scheune Mechura aus Kauschwitz (Haus 2, heute Musikscheune), Hochlaubenscheune Schäffner aus Markneukirchen (Haus 3), Remisengebäude Ferdini aus Bad Brambach (Haus 4)                             | Waldstraße 2a (Karte)         | um 1800 (Remise, Haus 4, sowie Hochlauben-Scheune); um 1870 (Wohnstallhaus, Haus 1); 1905 (Scheune, Haus 2)                                              | Traditionelle vogtländische bäuerliche Wohn- und Wirtschaftsgebäude von baugeschichtlichem, volks- und hauskundlichem und regionalhistorischem Wert. | 09233077 |
| Direkt Bild zu diesem Denkmal hochladen | Hof IV: Hochlaubenscheune Leonhardt aus Markneukirchen (Haus 15) eines ehemaligen Bauernhofes | Waldstraße 2a (Karte)         | 1823 | Nur noch vereinzelt anzutreffende Bauweise, die ursprünglich im Vogtland üblich gewesen war, Wirtschaftsgebäude von baugeschichtlichem und volkskundlichem Wert. Zweigeschossiger verbretterter Fachwerkbau mit Satteldach mit Schieferdeckung, dreijochiger Oberlaube mit geschweiften Kopfstreben, Erdgeschoss großes Holztor, zweiflügelig mit Pforte. Ursprünglicher Standort Markneukirchen, Bergstraße 27. Vorbesitzer/Erwerbsjahr: Leonhardt, Andreas, Markneukirchen/1993. Umsetzung: 1994. Hofgröße: Bogenmacher, Landwirtschaft, 10 ha. Verkörpert nach Fertigstellung mit entsprechendem Wohnhaus den Typus des Einzelgehöftes. Das Gebäude ist die Scheune eines zweistöckigen Winkelhofes mit über dem Stall um die Scheunenfront laufenden Hochlaube. Sie wird nach der Umsetzung in eine gleiche Situation von der Funktion und Gestalt her gelangen. Die Scheune ist zweistöckig mit Tenne und einseitigen Bansen unten und durchgehenden Heuboden oben ausgebildet. Sie ist eine reine Fachwerkkonstruktion mit hofseitig vorkragender Hochlaube in drei Bögen. Die Tenne hat zum Hofe hin ein zweiflügliges Tor. Sie besitzt ein steiles Dach mit hofseitiger Schiefer- und gartenseitiger Eternitdeckung. Das Fachwerk ist in der Art der Kriecher und Decker verkleidet. Die Entstehungszeit der Scheune kann auf die Zeit um 1820 eingeschätzt werden. Die Scheune befand sich in einem guten Zustand. Sie war aber seitens des Eigentümers zum Abriss vorgesehen und dazu von kommunaler Seite freigegeben worden. Die Scheune wird die Aussagekraft der Freilichtanlage durch ihre Eigenart bereichern. Diesen Hof sollen noch ein kleines Wohnstallhaus aus Markneukirchen und eine Remise vervollständigen. Sie sind noch nicht umgesetzt worden. | 09233074 |
| Weitere Bilder                          | Villa Wunderlich, später Gebauer-Villa | Waldstraße 6 (Karte)          | 1894 | Historisierendes Klinkergebäude mit Schwebegiebeln und Eckturm, von ortsgeschichtlichem und bauhistorischem Wert. Roter Klinker mit gelben Klinkern abgesetzt als Eckquaderung und schwarzglasierte Ziegel als Ornament, Schwebegiebel, originale Dachaufbauten. Informationstafel des Heimat- und Geschichtsvereins Erlbach e. V.: 1894: Richard Wunderlich lässt sich durch Baumeister Hessel einen stattlichen Klinkerbau mit reichen Verzierungen und Jugendstilelementen aufführen und verschuldet sich hoch. 1900: Sein Bruder, der Geigenfabrikant Friedrich Albin Wunderlich, ersteigert das Grundstück. Er gehört zu den ersten, die im Fremdenverkehr eine zusätzliche Einnahmequelle erkennen und richtet eine Pension mit Gesellschaftszimmer und Vollverpflegung ein. Die folgenden Besitzer führen die Pension weiter. 1911: Geigenfabrikant Friedrich Albin Wunderlich verstirbt. Die Erben verkaufen das Grundstück an Saitenmacher Gustav Reinhard Steudel. 1916: Zollbeamter Franz Arthur Gebauer in Chemnitz kauft das Grundstück. Während des Zweiten Weltkrieges werden in der Pension Gebauer im Rahmen der „Kinderlandverschickung“ über 20 Kinder aus Köln und Krefeld untergebracht und verpflegt. Sie gehen in Erlbach zur Schule. Nach dem Kriege werden die Fremdenzimmer beschlagnahmt und für Flüchtlinge aus Schlesien und Ostpreußen bereitgestellt. | 09233992 |
|                                         | Ehemaliges Zollbeamtenwohnhaus (Doppelhaus) | Waldstraße 11 (Karte)         | 1937 | Im Heimatstil, von regionalhistorischem Wert. Zollbeamtenwohnhaus (Typ B): traufständig, eingeschossig, steiles Satteldach mit breiten Schleppgaupen, zwei Hauseingänge. | 09233993 |
|                                         | Ehemaliges Zollbeamtenwohnhaus (Doppelhaus) | Waldstraße 12 (Karte)         | 1937 | Im Heimatstil, von regionalhistorischem Wert. Zollbeamtenwohnhaus (Typ B): traufständig, eingeschossig, steiles Satteldach mit breiten Schleppgaupen, zwei Hauseingänge. | 09233994 |
|                                         | Vierseithof mit Wohnstallhaus, zwei Scheunen und einer Durchfahrtscheune (Riedel-Hof) | Zum Riedelhof 2 (Karte)       | 1. Hälfte 19. Jahrhundert | Vogtlandtypisches eingeschossiges Wohnstallhaus mit Egerländer Fachwerkgiebel, Scheunen verbrettert, Durchfahrtscheune mit Stall in Blockbauweise, ehemaliges Handfrongüthlein, von baugeschichtlichem und landschaftsprägendem Wert (am Waldsaum, südliche Bergseite vom Weg). Irrtümlich als Zur Waldschänke 2 in der amtlichen Denkmalliste. - Vereinshaus (ehemaliges Wohnstallhaus, heute Vereinshaus des Obervogtländischen Landschaftspflegerverbandes): eingeschossig, massiv, hoher Bruchsteinsockel, steiles Satteldach (ausgebaut), das Giebeldreieck an der Westseite fachwerksichtig, an der Ostseite neue Holz-Glas-Konstruktion, Dachdeckung mit Schieferschablonen in altdeutscher Verlegeart, talseitig fünf harmonisch angeordnete Satteldachgaupen - Ehemalige Durchfahrtscheune: zweigeschossig, heute für Ausstellungen genutzt, Fachwerk-Konstruktion vollverschalt mit Deckleisten, talseitig ein vollständig erhaltener ehemaliger Stall in Blockbauweise integriert, bergseitig eine neue einläufige, überdachte Treppenkonstruktion unter Verwendung originaler Bauteile, - Stall (ehemalig): talseitig, zweigeschossig, im Untergeschoss teilweise massiv, teilweise in Fachwerk-Konstruktion, im Obergeschoss ist die Fachwerk-Konstruktion vollständig mit Kriechern und Deckern verschalt, die Dachneigung nur um 30°, heutige Nutzung: Ferienwohnung - Scheune: klein, eingeschossig, an der Westseite des Hofes mit ehemaligem Stall in Blockbauweise, sonst Fachwerk-Konstruktion, verschalt, das steile Dach mit Zinkblechtafeln auf Schalung - Taubenhaus: in der Nordostecke des Hofes ein kleines frei stehendes Taubenhaus | 09234000 |

## Gopplasgrün
| Bild                                    | Bezeichnung                                                                                    | Lage                               | Datierung                                     | Beschreibung | ID       |
| --------------------------------------- | ---------------------------------------------------------------------------------------------- | ---------------------------------- | --------------------------------------------- | --- | -------- |
|                                         | Kriegerdenkmal für die Gefallenen des Ersten Weltkrieges                                       | Gopplasgrün 17 (gegenüber) (Karte) | Nach 1918                                     | Ortsgeschichtlich von Bedeutung. Irrtümlich als Bergstraße 17 (gegenüber) in der amtlichen Denkmalliste. | 09234001 |
| Direkt Bild zu diesem Denkmal hochladen | Wohnstallhaus (mit Oberlaube) und Seitengebäude (mit Oberlaube) eines ehemaligen Vierseithofes | Gopplasgrün 19 (Karte)             | 1826 (Wohnstallhaus); um 1920 (Seitengebäude) | Obergeschoss Fachwerk verkleidet, bemerkenswerte Oberlauben, von baugeschichtlichem, hauskundlichem und landschaftsprägendem Wert. Irrtümlich als Bergstraße 19 in der amtlichen Denkmalliste. - Scheune: zum Teil Blockbauweise, verbrettert - Seitengebäude: sechsjochige Oberlaube, im Erdgeschoss Blockbauweise - Remise, Wohnhaus: siebenjochige Oberlaube, im Erdgeschoss massiv, Obergeschoss Fachwerk verkleidet, verschiefert bzw. verbrettert, im Erdgeschoss zu großes Fenster, Kreuzgewölbe im Stall, Türgewände Granit, Haus errichtet von Erdmann, Christian Penzel | 09234002 |
| Direkt Bild zu diesem Denkmal hochladen | Wohnhaus und Scheune eines Bauernhofes                                                         | Gopplasgrün 21 (Karte)             | Wohl 1. Hälfte 19. Jahrhundert                | Vogtlandtypisches Bauernhaus mit Blockstube, von baugeschichtlichem Wert. Irrtümlich als Bergstraße 21 in der amtlichen Denkmalliste. - Scheune: teilweise massiv, ansonsten in Blockbauweise errichtet, Fachwerk mit Holzverkleidung - Wohnhaus: erhaltene Blockstube, Kniestock, verbrettert, traufseitige Anbauten | 09234003 |

## Landwüst
| Bild                                    | Bezeichnung | Lage                               | Datierung | Beschreibung | ID       |
| --------------------------------------- | --- | ---------------------------------- | --- | --- | -------- |
| Weitere Bilder                          | Sachgesamtheit Königlich-Sächsische Triangulierung („Europäische Gradmessung im Königreich Sachsen“); Station 148, Landwüst | (Flurstück 1543) (Karte)           | Bezeichnet mit 1876 | Station der Königlich-Sächsischen Triangulation, Netz 2. Ordnung, wissenschaftsgeschichtlich und technikgeschichtlich von Bedeutung. Die Station 148 wurde auf der Höhe südöstlich des Dorfes, Bergacker auch Wirthsberg genannt, errichtet. Gutsbesitzer C. A. Müller und Genossen in Landwüst traten mit Kaufvertrag vom 7. August 1876 36 m² Fläche zum Preis von 42 Mark an den Königlich Sächsischen Staatsfiscus ab. Der Vermessungspunkt steht sehr frei im Gelände und wird auch als Orientierungshilfe für Wanderer genutzt. Ein Akteneintrag auf der Grundlage eines Berichtes vom 12. November 1926 berichtet, dass der obere Teil der Säule etwa um 2 cm verschoben ist. Es erfolgte eine Korrektur. Eine Notiz verweist darauf, dass der Beobachtungszylinder nach Ausbesserung des Pfeilers im Jahr 1931 neu eingelassen wurde. Die Säule befindet sich auf der höchsten Stelle des Wirtsberges im Südosten der Ortschaft Landwüst. In unmittelbarer Nachbarschaft befindet sich ein markantes Aussichtsgebäude. Sie besteht aus zwei Teilen, die neben der Betonverbindung noch mit Metallriemen auf allen vier Seiten verbunden sind. Der Unterteil der Säule und die östliche Fläche sind mit schwarzer Farbe gestrichen. Die auf der Südseite befindliche Inschrift „Station / LANDWÜST / der / Triangulirung / 1876.“ ist, außer „der“ und dem Punkt nach der Jahreszahl nachträglich mit schwarzer Farbe hinterlegt. Außerdem ist auf dieser Seite ein örtlicher Wegweiserhinweis aufgemalt. Unter der Schrift auf der Südseite befindet sich im unteren Stein ein kleiner Höhenmessbolzen. Die gusseiserne Abdeckplatte der Säule ist gut und vollständig erhalten. Es besteht freie Rundumsicht, mit der geringen Einschränkung des neu gebauten Aussichtsturms. Das aktuelle Zentrum befindet sich östlich der Säule und wird gegenwärtig als Passpunkt für Aerotriangulationen genutzt – großer weißer Holzwinkel. | 09234185 |
| Direkt Bild zu diesem Denkmal hochladen | Grenzstein | (Flurstück 1489) (Karte)           | 1848 | Landesgrenzstein von 1848, umgearbeitet, Seltenheitswert, heimatgeschichtlich von Bedeutung. Noch DS und CS erkennbar, runder Abschluss. | 09304382 |
| Direkt Bild zu diesem Denkmal hochladen | Grenzstein (Fragment) | (Flurstück 1489) (Karte)           | Bezeichnet mit 1544 | Landesgrenzstein von 1544 der sogenannten „Schlickschen Grenze“, heimatgeschichtliche Bedeutung. Einer von mehreren (bis 1945 mindestens fünf) zeitgenössischen Grenzsteinen auf einer etwa zehn Kilometer langen Strecke, die im 16. Jahrhundert die Herrschaften Graslitz und Schönbach von Kursachsen trennte. Neben diesem Fragment sind nur zwei weitere dieser Steine erhalten, der „Juliusstein“ (siehe Objekt 09233989) und derjenige, der sich seit zirka 1960 vor dem Museum in Markneukirchen (Paulusschlössel) befindet (Objekt 09234208). Die charakteristische Heraldik (kursächsische Schwerter und böhmischer Löwe) ist auf diesem Stein nicht mehr zu erkennen. | 09304381 |
| Direkt Bild zu diesem Denkmal hochladen | Ehemaliges Wohnstallhaus eines Bauernhofes | Am Wirtsberg 5 (Karte)             | Um 1810 | Obergeschoss Fachwerk verbrettert, landschaftstypisches Bauernhaus mit erhaltener Blockstube, von baugeschichtlichem Wert. Zweigeschossig, vollverschalt, Satteldach, ehemaliger Stall zu Sanitärraum umgebaut, dort böhmisches Kappengewölbe, Holzbalkendecken in Stube im Erdgeschoss und Stube Obergeschoss, originaler Dachstuhl erhalten, Blockbau im Erdgeschoss ebenfalls verbrettert, Erdgeschoss teilweise massiv am Stallteil, eingeschlossen massiver Anbau an einer Traufseite. | 09233583 |
| Direkt Bild zu diesem Denkmal hochladen | Zwei aneinandergebaute Seitengebäude (mit Oberlauben) eines Vierseithofes (Richter-Hof) | Bergblick 16 (Karte)               | 1823 | Obergeschoss Fachwerk, mit seltenen Oberlauben, von baugeschichtlichem (hauskundlichem) Wert. - Erster Stall: mit fünfjochiger Oberlaube, Blockbauweise im Erdgeschoss - Zweiter Stall: angebaut mit elfbogiger Oberlaube, Erdgeschoss massiv unterfahren | 09234180 |
| Weitere Bilder                          | Kriegerdenkmal für die Gefallenen des Ersten Weltkrieges | Rauner Straße (Karte)              | Nach 1918 | Von ortsgeschichtlichem Wert. Später ergänzte Inschrift: „ZU EHREN DER GEFALLENEN UND VERMISSTEN DES 2. WELTKRIEGES. 1939–1945 VERGISS MEIN VOLK DIE TEUREN TOTEN NICHT. DIE DANKBARE GEMEINDE LANDWÜST“. | 09234175 |
| Direkt Bild zu diesem Denkmal hochladen | Ehemaliges Wohnstallhaus eines Bauernhofes | Rauner Straße 1 (Karte)            | Um 1846 | Eingeschossiges ländliches Wohnhaus mit Blockstube und Wirtschaftsteil, Fachwerkgiebel verbrettert, von baugeschichtlichem Wert. Blockhaus, Kniestock, verbrettert, Satteldach. | 09234170 |
| Direkt Bild zu diesem Denkmal hochladen | Wohnstallhaus eines Bauernhofes | Rauner Straße 4 (Karte)            | Um 1800 | Obergeschoss Fachwerk verbrettert, von baugeschichtlichem Wert, Erdgeschoss teilweise massiv | 09234171 |
| Direkt Bild zu diesem Denkmal hochladen | Wohnstallhaus eines Bauernhofes | Rauner Straße 13 (Karte)           | Um 1810 | Mit verbrettertem Fachwerk-Obergeschoss und schönen Portalen, von baugeschichtlichem Wert. Erdgeschoss massiv, beide Türportale erhalten, Stall Bruchsteinmauerwerk und preußisches Kappengewölbe, Stube mit Korbbögen an Fenstern, Haus teilweise modernisiert, zum Beispiel an einer Traufseite Balkonanbau. | 09234172 |
| Direkt Bild zu diesem Denkmal hochladen | Wohnstallhaus und Scheune eines Zweiseithofes | Rauner Straße 14 (Karte)           | Vor 1800 | Eingeschossiges verbrettertes Wohnstallhaus mit Blockstube, Scheune verbrettert, von baugeschichtlichem Wert. Haus verbrettert, Stallteil massiv. | 09234173 |
| Direkt Bild zu diesem Denkmal hochladen | Wohnstallhaus und daran angebautes Seitengebäude (mit Oberlaube) eines Bauernhofes | Rauner Straße 17 (Karte)           | Vor 1800 | Eingeschossiges verbrettertes Wohnstallhaus mit Blockstube und Kniestock, Seitengebäude verbrettert und mit zugebautem Laubengang, von baugeschichtlichem Wert | 09234174 |
| Direkt Bild zu diesem Denkmal hochladen | Pechpfanne | Rohrbacher Straße (Karte)          | 1725 | Von heimatgeschichtlichem Wert | 09232528 |
| Weitere Bilder                          | Laurentiuskirche sowie Kirchhof mit Einfriedung und Torbogen | Rohrbacher Straße (Karte)          | 1756, im Kern älter; 1872 erneuert | Barocke Saalkirche mit Westturm, mittelalterlichen Ursprungs, mit Kanzelaltar und Trampeli-Orgel, von baugeschichtlichem, ortsgeschichtlichem und landschaftsprägendem Wert. 1872 umfassend erneuert, Westturm 1756, über dem Eingang (im Rundbogen): „Ich vertilge Deine Missetaten wie eine Wolke, und Deine Sünden wie den Nebel. Kehre Dich zu mir, denn ich erlöse Dich.“ (Jesaja 44.22). | 09234177 |
| Weitere Bilder                          | Vogtländisches Freilichtmuseum Landwüst, Kleindenkmale im Hof I und Hof II: zwei Taubenhäuser (Taubenhaus Hof I umgesetzt aus Kornbach), Pumpbrunnen mit Handschwengelpumpe, Läuferstein einer Mahlmühle, zwei Pechpfannen                      | Rohrbacher Straße 4 (Karte)        | Wohl 18. Jahrhundert (Pechpfannen); um 1889 (Taubenhaus)                                                                                          | Pechpfannen oder so genannte Griebenherde aus Granit zur Gewinnung von Pech, von volkskundlichem und heimatgeschichtlichem Wert | 09233073 |
| Direkt Bild zu diesem Denkmal hochladen | Vogtländisches Freilichtmuseum Landwüst, Hof IV: mit Feldscheune Büttner (Haus 17), Wohnstallhaus Weller (Haus 18), Wohnstallhaus Elgaß (Haus 19) und Scheune Elgaß (Haus 19a)                                                                  | Rohrbacher Straße 4 (Karte)        | Bezeichnet mit 1781 (Wohnstallhaus, Haus 18); vor 1800 (Wohnstallhaus, Haus 19); um 1900 (Feldscheune, Haus 17, sowie Scheune, Haus 19a)          | Ensemble haus- und sozialgeschichtlich bedeutsamer ländlicher Wohn- und Wirtschaftsgebäude in vogtlandtypischer Bauweise, teilweise am Originalstandort, von baugeschichtlicher und volkskundlicher Bedeutung. - Haus 17: Feldscheune Büttner, eingeschossig, Fachwerk verbrettert, flach geneigtes Satteldach, Holzdachrinne - Haus 18: Wohnstallhaus Weller, zweigeschossig, Erdgeschoss Blockstube mit senkrechter Verbretterung, Stallteil Ziegelmauerwerk, geschlossener Gang, Obergeschoss Fachwerk verbrettert, flach geneigtes Satteldach, im Gang Granitplatten, massiver Anbau mit Klinker, Satteldach; innen Blockstube mit Holzeinschubdecke, Keller, gewendelte Holztreppe in das Obergeschoss und Stiege mit Einschubbrettern, Pfettendach, Stall mit preußischem Kappengewölbe; Vorbesitzer: Tessari/Richter, seit 1996 Museum, Originalstandort - Haus 19: Wohnstallhaus Elgaß - Außen: eingeschossig mit Drempelgeschoss, Satteldach, linker Hausteil mit Blockstube und senkrechter Verbretterung, rechter Teil Ziegelmauerwerk, geschlossener Gang, Umschrot - Innen: Blockstube mit Einschubdecke mit Fasen an den Ecken, Küchenanbau, zweiläufige Holztreppe (20er Jahre), querliegender Flur, Brettertüren 18. Jahrhundert und Füllungstüren um 1900, steile Holzstiege zum Dachgeschoss mit Einschubbrettern, Kehlbalkendach, ein Giebel mit Rauten (Egerländer Fachwerkgiebel), Holzschindel - Haus 19a: Scheune Elgaß, zweigeschossig, Fachwerk verbrettert, flach geneigtes Satteldach mit Blechdeckung, im Erdgeschoss teilweise Ziegelmauerwerk verbrettert, diese Scheune gehört zum Hof IV, Haus Elgaß | 09234161 |
| Weitere Bilder                          | Vogtländisches Freilichtmuseum Landwüst, Hof II: mit Wohnstallhaus Wunderlich (Haus 4), Scheune Wunderlich (Haus 6), Haus Thomä (Haus 7), Remise aus Mühlhausen (Haus 9), Scheune aus Mühlhausen (Haus 10) und Feldscheune Wunderlich (Haus 11) | Rohrbacher Straße 4 (Karte)        | Um 1760 (Remise, Haus 9); 1782 (Wohnhaus, Haus 4); Ende 18. Jahrhundert (Scheune, Haus 6); um 1830 (Scheune, Haus 10); um 1900 (Wohnhaus, Haus 7) | Ensemble haus- und sozialgeschichtlich bedeutsamer ländlicher Wohn- und Wirtschaftsgebäude, teilweise am Originalstandort verblieben, bemerkenswertes Wohnstallhaus mit Egerländer Fachwerkgiebel, von baugeschichtlicher und volkskundlicher Bedeutung. | 09234165 |
|                                         | Vogtländisches Freilichtmuseum Landwüst, Hof I: mit Wohnhaus Wunderlich (Haus 1), Remisengebäude aus Siebenbrunn (Haus 2) und Scheune Wunderlich (Haus 3) sowie Bienenstöcke (am Haus 3)                                                        | Rohrbacher Straße 4 (Karte)        | 1780 (Wohnhaus, Haus 1, sowie Scheune, Haus 3); um 1850 (Remise, Haus 2)                                                                          | Teilweise am Originalstandort verbliebene ländliche Wohn- und Wirtschaftsgebäude in vogtlandtypischer Bauweise, von baugeschichtlicher und volkskundlicher Bedeutung. - Haus 1, Wohnhaus des letzten Landwüster Geigenbauers Udo Wunderlich: zweigeschossiger Putzbau mit Satteldach, massiv, Sockel Bruchstein, dann Klinker, kleine Rechteckfenster, Bauzeit von 1780 stimmt nicht, Innenausstattung um 1900 bzw. 1926 - Haus 2, Remise: gut erhaltener Fachwerkbau; ursprünglicher Standort Siebenbrunn, Sträßler Berg 3; ehemaliger Besitzer: Horst Weller, umgesetzt 1993; zweigeschossig, Erdgeschoss niedrige offene Remise, Obergeschoss Fachwerk mit gezapften Streben, Satteldach mit einem Schopf mit Schieferdeckung, eine Gaube mit Satteldach - Haus 3, Scheune Udo Wunderlich mit Bienenstöcken: am Originalstandort befindliche Scheune in traditioneller Bauweise, zweigeschossig, Fachwerk verbrettert, flach geneigtes Satteldach, im Obergeschoss Taubenstangen; vor dem Haus Bienenstock: Holz farbig bemalt, unter anderem Soldaten darstellend | 09234159 |
| Direkt Bild zu diesem Denkmal hochladen | Vogtländisches Freilichtmuseum Landwüst, Hof III: mit Fronhaus aus Tirpersdorf (Haus 12), Viehwaage (Haus 13), Scheune aus Obersohl (Haus 14) und Wohnstallhaus aus Obersohl (Haus 15)                                                          | Rohrbacher Straße 4 (Karte)        | Vor 1800 (Wohnstallhaus, Haus 15); um 1800 (Fronhaus, Haus 12, sowie Scheune, Haus 14); Mitte 20. Jahrhundert (Viehwaage, Haus 13)                | Ensemble haus- und sozialgeschichtlich bedeutsamer ländlicher Wohn- und Wirtschaftsgebäude, nicht am Originalstandort, von baugeschichtlicher und volkskundlicher Bedeutung. - Haus 12, Fronhaus Tirpersdorf: auch als „Tripfhäusel“ bezeichnet; innen: Blockstube mit Holzeinschubdecke, schwarze Küche mit nach unten offener und gezogener Esse mit Bruchsteinmauerwerk; eingeschossiger Blockbau, Stallteil massiv und verputzt, Satteldach mit Schindeldeckung, bis 1969 bewohnt - Haus 13, Viehwaage eines Bauernhofes aus Landwüst: kleiner Zweckbau in traditioneller Bauweise, umgesetzt von Schönlinder Straße 7 in das Museum 1986, eingeschossiger verbretterter Fachwerkbau, Satteldach, Schindeldeckung - Haus 14, Scheune aus Obersohl: 1987 umgesetzt von Obersohl Nummer 15; Vorbesitzer: Elfriede Wunderlich; eingeschossiger Fachwerkbau, verbrettert, Satteldach mit Blechdach, Holzdachrinne - Haus 15, kleines Wohnstallhaus aus Obersohl: eingeschossig, Wohnteil mit senkrecht verbretterter Blockstube, Flur- und Stallbereich Ziegelmauerwerk verputzt, Umschrot, Giebel Fachwerk verbrettert, Satteldach mit Schindeldeckung, Holzdachrinne: Vorbesitzer: E. u. M. Geipel; 1992/93 umgesetzt, ursprünglich Standort Obersohl Nummer 15; innen: Blockstube mit Holzeinschubdecke mit Nutung, Stall mit preußischer Kappe, Keller | 09234158 |
| Weitere Bilder                          | Postmeilensäule | Rohrbacher Straße 4 (bei) (Karte)  | Bezeichnet mit 1725 | Kursächsische Postmeilensäulen (Sachgesamtheit); Kopie einer Ganzmeilensäule, verkehrsgeschichtlich von Bedeutung. Nachbildung einer Ganzmeilensäule aus Granit von 1725 mit den Inschriften: - 1. Spiegel: „AR“, „Wildstein 3 St. Eger 5 St. 1/2“, „1725“ und vergoldetes Posthornzeichen - 2. Spiegel: „AR“, „Adorff 2 St.2/8“ „1725“ und vergoldetes Posthornzeichen - 3. Spiegel: Reihennummer 80 - 4. Spiegel leerstehend Die Säule war Teil der Alten Egerer Poststraße, zwischen Landwüst und Rohrbach. Steht heute vor dem Bauernmuseum. Nachbildung von 1997. | 09248163 |
|                                         | Pfarrhaus, Seitengebäude und Scheune eines Pfarrhofes | Rohrbacher Straße 22 (Karte)       | 1722 (Pfarrscheune); bezeichnet mit 1909 (Pfarrhaus)                                                                                              | Pfarrhaus im Reform- und Heimatstil der Zeit um 1910, Wirtschaftsgebäude verbrettert, von ortsgeschichtlichem und baugeschichtlichem Wert | 09234178 |
| Weitere Bilder                          | Postmeilensäule | Schönlinder Straße 5 (bei) (Karte) | Bezeichnet mit 1725 | Kursächsische Postmeilensäulen (Sachgesamtheit); Viertelmeilenstein, verkehrsgeschichtlich von Bedeutung. Aus Granit mit den Inschriften „AR“, „1725“ und Posthornzeichen, seitlich angebracht die Reihennummer 79. Steht heute an der Ecke Schönlinder Straße / Rauner Straße. Originaler Standort war im Haarbachtal des Markneukirchener Ortsteil Schönlind an der Alten Egerer Poststraße. | 09234176 |
|                                         | Ehemaliges Zollbeamtenwohnhaus | Schönlinder Straße 17 (Karte)      | Um 1937 | Im Heimatstil, Zollbeamtenwohnhaus Typ A, baugeschichtlich von Bedeutung | 09234181 |
| Direkt Bild zu diesem Denkmal hochladen | Ehemaliges Zollbeamtenwohnhaus | Schönlinder Straße 19 (Karte)      | Um 1937 | Im Heimatstil, Zollbeamtenwohnhaus Typ A, baugeschichtlich von Bedeutung | 09234182 |
| Direkt Bild zu diesem Denkmal hochladen | Ehemaliges Zollbeamtenwohnhaus | Wernitzgrüner Weg 15 (Karte)       | Um 1937 | Im Heimatstil, Zollbeamtenwohnhaus Typ B, von regionalhistorischem Wert, kleiner Typ der Zollwohnhäuser | 09234183 |
| Direkt Bild zu diesem Denkmal hochladen | Haarmühle: Wohnhaus, Seitengebäude, Scheune und Toranlage sowie Wassertrog eines Mühlenanwesens, daran anschließend Sägewerksbau, weiterhin großer Schuppen östlich des Gehöfts, Reste des Mühlgrabens und zwei Mühlteiche                      | Wernitzgrüner Weg 18 (Karte)       | Um 1800 (Müllerwohnhaus); 1920er Jahre (Sägewerk)                                                                                                 | Wohnhaus mit Blockstube und verbrettertem Fachwerk-Obergeschoss, Ensemble von bauhistorischer und technikgeschichtlicher Bedeutung. Wohnhaus mit Einschubdecke, dreizonige Scheune und Seitengebäude mit Laubengang, Seite mit Tanzboden. | 09234184 |

## Schönlind
| Bild                                    | Bezeichnung                                                  | Lage                  | Datierung             | Beschreibung | ID       |
| --------------------------------------- | ------------------------------------------------------------ | --------------------- | --------------------- | --- | -------- |
| Direkt Bild zu diesem Denkmal hochladen | Wohnstallhaus und zwei Scheunen eines Bauernhofes            | Buttergrund 4 (Karte) | Bezeichnet mit 1777   | Wohnstallhaus Obergeschoss Fachwerk verbrettert, Scheunen verbrettert, Gehöft in vogtlandtypischer Bauweise, von baugeschichtlichem Wert. Irrtümlich als Buttergrund 2 in der amtlichen Denkmalliste.                                                               | 09234352 |
| Direkt Bild zu diesem Denkmal hochladen | Wohnstallhaus, Scheune und Seitengebäude eines Dreiseithofes | Sohler Weg 6 (Karte)  | Mitte 19. Jahrhundert | Vogtlandtypisches eingeschossiges Wohnstallhaus mit verbrettertem Fachwerkgiebel, Wirtschaftsbauten verbrettert, von baugeschichtlichem und landschaftsprägendem Wert, kleiner Bauernhof. Wohnhaus: Erdgeschoss teilweise massiv, Giebeldreieck massiv, einstöckig. | 09234353 |

## Siebenbrunn mit Sträßel
| Bild                                    | Bezeichnung                                | Lage                                  | Datierung                            | Beschreibung | ID       |
| --------------------------------------- | ------------------------------------------ | ------------------------------------- | ------------------------------------ | --- | -------- |
| Direkt Bild zu diesem Denkmal hochladen | Doppelwohnhaus in offener Bebauung         | Am Bahnhof 1, 1a (Karte)              | Ende 19. Jahrhundert                 | Historisierende Klinkerfassade, ehemals im Besitz des Musikinstrumente-Firma C. A. Wunderlich, von ortsgeschichtlichem Wert | 09234355 |
| Direkt Bild zu diesem Denkmal hochladen | Ehemaliges Wohnstallhaus eines Bauernhofes | Am Bahnhof 3 (Karte)                  | Vor 1850                             | Obergeschoss Fachwerk verbrettert, von baugeschichtlichem Wert, Erdgeschoss massiv | 09234354 |
| Direkt Bild zu diesem Denkmal hochladen | Villa                                      | Breitenfelder Straße 9 (Karte)        | Um 1888                              | Zeittypischer, qualitätvoll gestalteter Putzbau in gutem Originalzustand, im Stil des Historismus, von baugeschichtlichem Wert. Zweigeschossig auf rechteckigem Grundriss mit Mansardwalmdach, regelmäßig gegliederte Fassaden, 3 × 4 Fensterachsen, Rechteckfenster mit waagerechten Fensterverdachungen sowie Dreieckgiebel- und Segmentbogenverdachungen, Türportal mit Segmentbogenverdachung, zweiflüglige originale Haustür mit Glaseinsätzen und Ziervergitterung sowie Oberlicht, Eckquaderung, Mittelrisalite, verzierte Holzveranda. Im Inneren guter Originalzustand: alte Türen erhalten u. a. mit Glasätzungen und Farbglas, eine Tür mit Segenswunsch: „An Gottes Segen ist alles gelegen“, Fliesen im Hausflur, schöner weißer Kachelofen aus Erbauungszeit geschmückt mit Medaillon und floralen und figuralen Motiven. Denkmalwert: baugeschichtlicher Wert als Beispiel Bauauffassung Jahrhundertwende, künstlerischer Wert durch qualitätvolle Außen- und Innengestaltung, singulär durch Einzelentwurf, schöpferische Umsetzung zeittypischer Architekturauffassungen, sehr guter Originalzustand. | 09234484 |
| Direkt Bild zu diesem Denkmal hochladen | Wohnstallhaus eines Bauernhofes            | Brunnenweg 2 (Karte)                  | Vor 1800                             | Obergeschoss Fachwerk verbrettert, Mansarddach, von baugeschichtlichem Wert, Erdgeschoss massiv | 09234356 |
|                                         | Postmeilensäule                            | Remtengrüner Straße 2 (neben) (Karte) | Bezeichnet mit 1725; Kopie nach 1992 | Kursächsische Postmeilensäulen (Sachgesamtheit); Kopie einer Halbmeilensäule, verkehrsgeschichtlich von Bedeutung. Kopie einer Kursächsischen Halbmeilensäule aus Granit, mit verschiedenen Inschriften. Spiegel 1 mit „AR“, „Wildstein 4 St. Eger 6 St. 1/2“, „1725“ und dem vergoldeten Posthornzeichen. Seitlich ist die Reihennummer 78 angebracht. Die Säule war ursprünglich Teil der Poststraße Adorf – Wilstein – Eger (Cheb) und stand vor der Kollusmühle in Siebenbrunn. 1980 wurde das Kopfstück im Fundament einer Scheune an der Remtengrüner Straße 1 entdeckt und bei der Restaurierung 1992 in der Säule verbaut. | 09234359 |
| Direkt Bild zu diesem Denkmal hochladen | Wohnstallhaus eines Bauernhofes            | Sträßler Berg 3 (Karte)               | Vor 1850                             | Gut erhaltenes Fachwerkhaus, mit Blockstube, von baugeschichtlichem Wert. Fachwerk-Obergeschoss instandgesetzt, die Blockstube denkmalgerecht renoviert, Krüppelwalmdach mit Schieferschablonendeckung in altdeutscher Verlegeart. | 09234357 |

## Wernitzgrün
| Bild                                    | Bezeichnung | Lage                                  | Datierung                                          | Beschreibung | ID       |
| --------------------------------------- | --- | ------------------------------------- | -------------------------------------------------- | --- | -------- |
| Weitere Bilder                          | Leichenhalle, Kriegerdenkmal für die Gefallenen des Ersten Weltkrieges, Gedenkstein für die Gefallenen des Zweiten Weltkrieges und vermutlich forstkundlicher Gedenkstein auf dem Friedhof | (Flurstück 228) (Karte)               | Um 1900 (Leichenhalle); nach 1918 (Kriegerdenkmal) | Ortsgeschichtlich von Bedeutung. - Leichenhalle: eingeschossiges kleines rotes Klinkergebäude mit hellen Zierklinkern, die Schmuckformen unterhalb der Dachtraufe und an den Gebäudekanten - Ehrenmal für die Gefallenen des Ersten Weltkrieges: neben dem Friedhofseingang, ein zirka zwei Meter hoher Granitwerkstein mit Inschrift: „ZU EHREN IHRER IM WELTKRIEG 1914–1918 GEFALLENEN HELDEN! – DIE DANKBARE GEMEINDE WERNITZGRÜN“; dieser Stein wird von vier zirka drei Metern hohen, im Halbkreis stehenden Stelen gefasst, die Stelen mit den Namen und Sterbedaten, auf den Stelen liegt bogenförmiger Architrav mit Inschrift: „HEIMAT – SIE GABEN IHR ALLES. IHR LEBEN. IHR BLUT – FÜR UNS!“ - Gedenkstein für die Opfer des Zweiten Weltkrieges: unmittelbar rechts neben dem Ehrenmal, dieser kleine Werkstein aus Syenit mit Inschrift: „ZUM GEDENKEN AN DIE OPFER DES 2. WELTKRIEGES 1939–1945“ - Ein weiterer vermutlich forstkundlicher Gedenkstein, jedoch ohne zeitliche Zuordnung, da fehlende Inschrift; bildhauerisch unausgearbeitet: ein Hut auf Ehrenkranz alles aus Granitgestein, etwas weiter links neben dem großen Ehrenmal | 09234475 |
| Direkt Bild zu diesem Denkmal hochladen | Wohnstallhaus | Landwüster Straße 16 (Karte)          | Nach 1800                                          | Eingeschossiges verbrettertes Gebäude, vermutlich mit Blockstube, von baugeschichtlichem Wert | 09234476 |
| Direkt Bild zu diesem Denkmal hochladen | Wohnhaus | Landwüster Straße 19 (Karte)          | Um 1910                                            | Markanter Putzbau, Reformstil-Architektur, baugeschichtlich von Bedeutung | 09305150 |
| Weitere Bilder                          | Ehemalige Zollstation (Nr. 28) und vier Zollbeamtenwohnhäuser (Nr. 25, 26, 27 und 29) | Zollstraße 25, 26, 27, 28, 29 (Karte) | 1937                                               | Im Heimatstil, regionalgeschichtlich und baugeschichtlich von Bedeutung, Zollbeamtenwohnhäuser (Typ A) | 09234477 |

## Wohlhausen
| Bild                                    | Bezeichnung | Lage                           | Datierung                 | Beschreibung | ID       |
| --------------------------------------- | --- | ------------------------------ | ------------------------- | --- | -------- |
| Weitere Bilder                          | Sachgesamtheit Königlich-Sächsische Triangulierung („Europäische Gradmessung im Königreich Sachsen“); Station 147, Hohenbrand | (Flurstück 1391a) (Karte)      | Bezeichnet mit 1876       | Mehrteilig, Station der Königlich-Sächsischen Triangulation, Netz 2. Ordnung, wissenschaftsgeschichtlich und technikgeschichtlich von Bedeutung. Die Station 147 wurde an der höchsten Stelle des hohen Brands zwischen Gopplasgrün und Zwota, südlich der Hauptbiegung der Markneukirchen–Klingenthaler Straße errichtet. Die benötigte Fläche wurde durch Kaufvertrag vom 7. August 1876 vom Saitenfabrikanten J. G. Schuster in Markneukirchen erworben. Die ursprüngliche Säule aus Ziegelmauerwerk stand, entgegen der Notiz Nagels, nicht an der höchsten Stelle des Berges, sondern bereits am jetzigen Standort. Diese Säule wurde schon 1893 auf dem alten Unterbau durch die jetzt vorhandene Granitsäule mit einer Höhe von ca. 5,2 m ersetzt. Die neue Säule trägt die Jahreszahlen der Errichtung beider Säulen, 1876 und 1893. Ihr Oberbau besteht aus sieben quadratischen Blöcken, die sich im Querschnitt von 85 cm auf ca. 60 cm am Kopf verjüngen, einer oberen Abschlussplatte aus Sandstein sowie einer gusseisernen Abdeckplatte. Die Schriftplatte aus Sandstein und die gusseiserne Abdeckplatte der ersten Säule wurden etwa 2004 unter einer Scheune in Gopplasgrün gefunden. Auf Initiative des ehrenamtlichen Denkmalpflegers Helmuth Eßbach aus Erlbach wurde die Säule in Anlehnung an die Skizzen von Nagel vor dem Obervogtländischen Dorfmuseum Erlbach am Lindenplatz nachempfunden. | 09305069 |
| Direkt Bild zu diesem Denkmal hochladen | Villa | Hauptstraße 6 (Karte)          | Um 1900                   | Historisierende Klinkerfassade, mit seitlichem Turm, von baugeschichtlichem Wert. Roter Klinker mit Betonfenstergewänden, Vorhäuschen entstellend modernisiert und erneuert, ehemals Fabrikantenvilla, einstöckig, von baugeschichtlichem Wert. | 09234478 |
| Direkt Bild zu diesem Denkmal hochladen | Wohnstallhaus (Nr. 11) und zwei Seitengebäude sowie Scheune (Nr. 13/15) eines Bauernhofes                                     | Hauptstraße 11, 13, 15 (Karte) | Um 1800                   | Wohnstallhaus Obergeschoss Fachwerk verbrettert, Erdgeschoss mit verbretterter Blockstube, Wirtschaftsgebäude verbrettert, in vogtlandtypischer Bauweise, von baugeschichtlichem Wert. - Seitengebäude: vermutlich mit verbretterter Oberlaube, teilweise massiv - Wohnhaus: Blockstube erhalten verbrettert, Erdgeschoss teilweise massiv, Satteldach, dominante Lage im Ort | 09234479 |
| Direkt Bild zu diesem Denkmal hochladen | Kriegerdenkmal für die Gefallenen des Ersten Weltkrieges                                                                      | Hauptstraße 45 (bei) (Karte)   | Nach 1918                 | Von ortsgeschichtlichem Wert | 09234480 |
| Weitere Bilder                          | Meilenstein | Hauptstraße 50 (neben) (Karte) | 19. Jahrhundert           | Königlich-Sächsischer Meilenstein, verkehrsgeschichtlich von Bedeutung | 09234274 |
| Direkt Bild zu diesem Denkmal hochladen | Sogenanntes Altes Herrenhaus des ehemaligen Rittergutes                                                                       | Hauptstraße 53 (Karte)         | Vor 1800                  | Schlichter Putzbau mit polygonalem Anbau und Dachreiter, von baugeschichtlichem und ortsgeschichtlichem Wert | 09234485 |
| Direkt Bild zu diesem Denkmal hochladen | Hirschmühle: Wohnhaus und daran angebaute Scheune eines Mühlenanwesens                                                        | Hirschmühlenweg 2 (Karte)      | Um 1800                   | In vogtlandtypischer Bauweise, mit Blockstube und Fachwerk-Obergeschoss, von baugeschichtlichem Wert. Zweigeschossiger Winkelbau einschließlich massiven Untergeschosses, Walmdachkonstruktion mit Notdeckung. | 09234481 |
| Direkt Bild zu diesem Denkmal hochladen | Wohnstallhaus (mit Oberlaube) eines Bauernhofes                                                                               | Zum Hackerhof 5 (Karte)        | 2. Hälfte 18. Jahrhundert | Obergeschoss Fachwerk verbrettert, Erdgeschoss mit Blockstube (verbrettert), seltene sechsbogige Oberlaube mit gezapften Kopfbändern, von baugeschichtlichem Wert. Teilweise Erdgeschoss massiv, Krüppelwalmdach. | 09234486 |

## Ehemalige Denkmäler

### Ehemalige Denkmäler (Markneukirchen)
| Bild                                    | Bezeichnung                                 | Lage                     | Datierung                                      | Beschreibung | ID       |
| --------------------------------------- | ------------------------------------------- | ------------------------ | ---------------------------------------------- | --- | -------- |
|                                         | Postgebäude                                 | Adorfer Straße 1 (Karte) | 1893–1894 (Post); Erweiterung 1907–1908 (Post) | Repräsentativer Klinkerbau, im Stil des Historismus, von bau- und ortsgeschichtlichem Wert, aufwändig gestaltete Fassade. Das Gebäude wurde aufgrund eines einstimmigen Stadtratsbeschlusses Anfang 2016 im Zusammenhang mit der Errichtung eines Kreisverkehres abgerissen. Die Proteste einer Bürgerinitiative dagegen blieben erfolglos. | 09234187 |
| Direkt Bild zu diesem Denkmal hochladen | Wohnhaus in offener Bebauung und in Ecklage | Leithen 1 (Karte)        | Bezeichnet mit 1884, im Kern älter             | Historisierende Putzfassade in zeittypischer Gestaltung, baugeschichtlich von Bedeutung. 2015 abgerissen. | 09305153 |
| Weitere Bilder                          | Wartehalle eines ehemaligen Bahnhofes       | Poststraße (Karte)       | 1909                                           | Hölzerne Wartehalle, an der ehemaligen Bahnstrecke Siebenbrunn–Markneukirchen–Erlbach (sä. SE, bis 1935: ME; Schwarzbachdampfer), typischer Zweckbau in gutem Originalzustand, von regionalhistorischem Wert. Eingeschossig, Fachwerk mit Ziegelausmauerung, Holzverschalung mit Deckleisten, Satteldächer vorkragend mit verzierten Pfettenköpfen, Strecke am 26. September 1909 eröffnet, orts- und verkehrsgeschichtlich bedeutsam. 2019 oder 2020 abgerissen. | 09233953 |

### Ehemaliges Denkmal (Landwüst)
| Bild                                    | Bezeichnung                     | Lage                   | Datierung                                             | Beschreibung | ID       |
| --------------------------------------- | ------------------------------- | ---------------------- | ----------------------------------------------------- | --- | -------- |
| Direkt Bild zu diesem Denkmal hochladen | Wohnstallhaus eines Bauernhofes | Am Wirtsberg 4 (Karte) | 1736 Dendro (Wohnstallhaus); 1830 Dendro (Blockstube) | Eingeschossiges verbrettertes Gebäude mit Blockstube, von bau- und hausgeschichtlichem Wert. Kleines Gebäude, Holzverschalung, teilweise im Erdgeschoss massiv unterfahren, ungenutzt, Blockstube mit Holzeinschubdecke. Zwischen 2014 und 2016 abgerissen. | 09234169 |

## Tabellenlegende
- Bild: Bild des Kulturdenkmals, ggf. zusätzlich mit einem Link zu weiteren Fotos des Kulturdenkmals im Medienarchiv Wikimedia Commons. Wenn man auf das Kamerasymbol klickt, können Fotos zu Kulturdenkmalen aus dieser Liste hochgeladen werden:
- Bezeichnung: Denkmalgeschützte Objekte und ggf. Bauwerksname des Kulturdenkmals
- Lage: Straßenname und Hausnummer oder Flurstücknummer des Kulturdenkmals. Die Grundsortierung der Liste erfolgt nach dieser Adresse. Der Link (Karte) führt zu verschiedenen Kartendiensten mit der Position des Kulturdenkmals. Fehlt dieser Link, wurden die Koordinaten noch nicht eingetragen. Sind diese bekannt, können sie über ein Tool mit einer Kartenansicht einfach nachgetragen werden. In dieser Kartenansicht sind Kulturdenkmale ohne Koordinaten mit einem roten bzw. orangen Marker dargestellt und können durch Verschieben auf die richtige Position in der Karte mit Koordinaten versehen werden. Kulturdenkmale ohne Bild sind an einem blauen bzw. roten Marker erkennbar.
- Datierung: Baubeginn, Fertigstellung, Datum der Erstnennung oder grobe zeitliche Einordnung entsprechend des Eintrags in der sächsischen Denkmaldatenbank
- Beschreibung: Kurzcharakteristik des Kulturdenkmals entsprechend des Eintrags in der sächsischen Denkmaldatenbank, ggf. ergänzt durch die dort nur selten veröffentlichten Erfassungstexte oder zusätzliche Informationen
- ID: Vom Landesamt für Denkmalpflege Sachsen vergebene, das Kulturdenkmal eindeutig identifizierende Objekt-Nummer. Der Link führt zum PDF-Denkmaldokument des Landesamtes für Denkmalpflege Sachsen. Bei ehemaligen Kulturdenkmalen können die Objektnummern unbekannt sein und deshalb fehlen bzw. die Links von aus der Datenbank entfernten Objektnummern ins Leere führen. Ein ggf. vorhandenes Icon  führt zu den Angaben des Kulturdenkmals bei Wikidata.

## Ausführliche Denkmaltexte
1. ↑  Einzeldenkmale des Friedhofs Markneukirchen:
  - Friedhofskapelle: einschiffige Halle aus roten Klinkern, mit steilem Satteldach und hohem Dachreiter, kupfergedeckt mit Laterne, das neugotische Eingangsportal mit Spitzbogen und flankierenden Fialen aus Werkstein (Sandstein), Spruch über zweiflügeliger Eingangstür: „Selig sind, die da Leid tragen, denn sie sollen getröstet werden“ (Mtth. 5.4)
  - Leichenhaus: bildet mit Verwaltungsgebäude und Kapelle eine bauliche Einheit, Klinkergebäude mit Rundbogen-Zierfries aus Sandstein, steile gegeneinander laufende Satteldächer, mit Schieferschablonendeckung
  - Friedhofsverwaltungsgebäude: architektonische Gestaltung wie bei Leichenhaus

Östlicher (unterer) Teil (ältester Teil):
  - Familienerbbegräbnisstätte F.T. Merz mit Gruft („Wandgrab“): Erbauer der Villa Merz mit Park, Merz war Kaufmann („Fortschicker“); Grab: die Wand aus Bruchsteinen mit Klinkern an den Seiten gefasst, in der Mitte eine weiße Marmortafel in einer Wandnische mit der Inschrift „Ruhestätte der Familie F.T. Merz“ von einem profilierten gotisierenden Kielbogen aus Sandstein gefasst
  - Familiengrabstätte Theodor Willy Stark, ursprünglich mit Gruft („Wandgrab“): geboren am 14. September 1872, gestorben am 3. März 1946, Stark erbaute die Villa Stark mit Park, Kaufmann; Grab: Waschbetonwand, die Gedenkplatte aus Syenitgestein mit goldgefassten Namen und Daten, die Grabanlage mit gusseisernen, kniehohen Postamenten und schlichten Rohrprofilen
  - Familiengrabanlage (Erbbegräbnis) Schuster („Wandgrab“): die Wand und die zwei Meter hohe massive Einfassung aus Muschelkalkwerkstein, mit Eingangsportal und geschmiedetem zweiflügeligem Tor
  - Familienerbbegräbnis Richard Adler mit Gruft: Wilhelm Richard Adler geboren am 8. Juni 1849, gestorben am 1. Juli 1919, Max Carl Oskar Adler geboren am 21. August 1884, gestorben am 9. September 1936, gründete die Holzblasinstrumentenfabrik in Markneukirchen; Grab: Granitsockel und Postamente mit Verdachungen rahmen die Gedenkplatten aus Syenitgestein (mit den Namen und Daten), die Mitte betonen zwei kannelierte dorische Säulen aus Marmor (?), eingefasst ist die Anlage mit gusseisernem Zaun
  - Reihengrabstätte Curt Andorff: Curt Andorff gründete die später bedeutende Firma zur Herstellung von Signalhörnern, die sogenannten „Martin-Hörner“ der Feuerwehr, bezeichnet nach dem späteren Unternehmer S. B. Martin; Grab: ein einfaches Postament aus mehreren Granit-Werksteinen zusammengefügt
  - Familiengrabstätte Rudolf Schuster: geboren 1848, gestorben 1902, Rudolf Schuster war bedeutender Kunstmaler in Markneukirchen; Grab: die Einfassung der Grabstätte mit geschmiedeten Stahlprofilen, der Grabstein liegend
  - Reihengrabstätte Friedrich Glier: geboren am 12. Januar 1891, gestorben am 25. Januar 1953, Friedrich Glier war bedeutender Organist in Markneukirchen; Grab: ein einfacher Granitwerkstein
  - Familienerbbegräbnisstätte Künzel mit Gruft („Wandgrab“): Ernst Ferdinand Künzel geboren am 28. September 1844, gestorben am 20. August 1901, war bedeutender Unternehmer und Gründer einer Instrumentensaitenfabrik in Markneukirchen; Grab: die einfachen Tafeln aus Syenitgestein mit vergoldeten Inschriften der Namen und Daten sind auf der verputzten Wand angebracht, die Einfriedung der Grabanlage mit gusseisernem Zaun
  - Familienerbbegräbnisstätte Oscar Paulus: geboren am 27. Februar 1844, gestorben am 26. Mai 1904, Oscar Paulus war bedeutender Unternehmer in Markneukirchen, er errichtete das sogenannte „Paulus-Schlösschen“ (heute Musikinstrumenten-Museum); Grab: ein „Wandgrab“ aus großen Werksteinen (Sandstein) bestehend, die künstlerisch wertvollen Reliefs in der Formensprache des Jugendstiles, in der Wand in Brüstungshöhe ein Wasserbecken, vier gusseiserne Pflanzschalen in den Eckbereichen, die Einfriedung teilweise massiv mit Werksteinen, teilweise mit geschmiedeten Gittern und mit zweiflügeligem Eingangstor
  - Urnengrabstätte Familie Albert Brehmer: geboren am 3. September 187.?, gestorben am 8. Juni 193.?, er gründete als bedeutender Unternehmer in Markneukirchen das Prägewerk, heute „PRAWEMA“; Grab: ein kleiner Grabstein und ein Kreuz wohl aus Marmor, davor eine Platte mit Inschrift
  - Familiengrabstätte Dölling-Brückner: Dölling-Brückner war bedeutender Unternehmer in Markneukirchen, er gründete und betrieb erfolgreich eine Instrumentensaitenmacherei
  - Familiengrabstätte S. B. Martin: S. B. Martin betrieb erfolgreich die bedeutende Produktion von Signalhörnern Max Martin (Sohn von S. B. Martin), geboren am 7. März 1874, gestorben am 10. Oktober 1938; Grab: eine dreiteilige Anlage, der mittlere Grabstein in barockisierender Formensprache, ursprünglich mit Bronzetafel für S. B. Martin, die Steine aus Muschelkalk, die gesamte Anlage von Rhododendronpflanzungen gerahmt
  - Gräberfeld Erster und Zweiter Weltkrieg: mit zentral stehendem, zirka vier Meter hohem Kreuz (erbaut 1924) aus Porphyrwerkstein mit Wasserbecken und Einfassung aus profilierten Werksteinen für die Gefallenen des Ersten Weltkrieges und später auch des Zweiten Weltkrieges mit Inschrift: „Für Euch“ 1914–1918, 1939–1945 (nach 1990 eingemeißelt), darum flankierend und davor Einzelgräber, meist mit stilisierten Verdienstkreuzen auf Postamenten
2. ↑  Hof III des Vogtländischen Freilichtmuseums Eubabrunn:
  - Haus 9, Wohnstallhaus Geipel aus Mühlhausen: Ursprünglicher Standort Mühlhausen, Brambacher Straße 42. Baujahr: 1755 / Stallumbau 1810. Vorbesitzer / Erwerbsjahr: Else Geipel, Gertraud Melchior, Elisabeth Berthel / 1992. Bewohnt bis: Anfang 1980er Jahre. Umsetzung: 1996. Hofgröße: Landwirtschaft, Zwillingshof, knapp 7 ha. Nutzung: Einrichtung 30er Jahre. Das Gebäude ist am Ort ein Teil eines bäuerlichen Gehöftes, einer Zwillingsanlage. Scheune und Schuppen zum Haus sind bereits entfernt. Für das Wohnstallhaus wurde 1975 bereits der Abbruchantrag gestellt wegen Einsturzgefahr des Stallgewölbes. Das Haus ist eingeschossig, ohne Unterkellerung, mit Stube, Ausbau und Stall. Im Stubenboden befindet sich eine Schlafstatt. Ins Obergeschoss führt eine abgewinkelte Treppe, ins Dachgeschoss eine einläufige eingeschobene Treppe. Das Gebäude besteht in der Stube und der Flurwand aus einer Blockkonstruktion. Die ehemalige Rußküche ist durch einen Ausbau ersetzt, der mit der Hauswand bündig abschließt und nicht aufgestockt ist. Der Stall besteht aus seinen Umfassungen aus Feldsteinen mit einer Mittelstütze aus Granit, auf die sich über Gurtbögen (vier Joche) und kreuzgratgewölbten Deckenfeldern (aus Ziegelmauerwerk bestehend) Kreuzgewölbe aus Ziegelstein stützen. Fenster und Tür des Stalles sind mit Granitgewänden gefasst. Von Bedeutung ist auch die fischgrätenartig auf Riegel aufgedoppelte Haustür. Der Dachstuhl ist ein doppelt stehender Stuhl mit sehr weit auseinanderliegenden Sparren mit Schindeldeckung und Blechüberdeckung. Besonders bemerkenswert ist der hohe und an der Hofseite weit überkragende Umschrot. Das Gebäude ist von Bedeutung für die Entwicklung der Baukultur im ländlichen Raum des Vogtlandes. Im Freilichtmuseum Eubabrunn wird dieses Gebäude wieder ein Hauptgebäude einer geteilten Hofanlage mit einer Scheune und einer Remise.
  - Haus 13, Wohnstallhaus Mönnig aus Leubetha: Ursprünglicher Standort Leubetha, Dorfstraße 30. Vorbesitzer/Erwerbsjahr: Marianne Voigt, Bergen/1975. Baujahr: 1816. Bewohnt bis: 1970er Jahre. Umsetzung: 1996/1997. Hofgröße: Landwirtschaft, Bogenmacher, ca. 2 ha. Nutzung: Einrichtung 30er Jahre/Ausstellung Elektrifizierung. Beschreibung des Gebäudes (Wohnstallhaus): Einheitswert 3.440,00 M. Brandversicherungswert: unbekannt. 
    - Offene Bauweise, Einzelhaus, kombiniert aus Wohn- und Stallteil. Bauweise: Gebäude ist in der Bauweise gemischt. Der Wohnteil ist als Umgebinde mit zurückliegendem Blockbau ausgeführt und steht auf einem Bruchsteinsockel. Stallteil in Bruchsteinausführung. Ein Giebel in Holzkonstruktion (Fachwerk) mit Lehmausfachung, ein Giebel in senkrechter Holzverschalung. Drempel in Holzblockbau. Sockel: Bruchsteinsockel im Wohnteil. Dach: Satteldach mit Schieferdeckung auf Holzschindeln. Das Gebäude ist teilunterkellert und besteht ansonsten aus Erdgeschoss, Obergeschoss und Spitzboden.
    - Die einzelnen Geschosse beherbergen folgende Räume: Kellergeschoss: ein Bruchsteingewölbe aus schiefrigem Material; Erdgeschoss: Vorraum, Stall, Stube, Rauchküche; Obergeschoss: Vorraum, eine Kammer, ein Speicher; Spitzboden: als Speicher- und Trockenboden in zwei Räume unterteilt.
    - Decken alle Holzdecken; Erdgeschoss: als zweischalige Holzdecke ausgebildet; Obergeschoss: als einschalige Holzdecke ausgebildet; Stallteil: gewölbte Kappen zwischen gewölbten Gurtträger gemauert
    - Fußböden: Erdgeschoss: Vorraum: Plattenbelag aus schiefrigem Material; Stallteil: teils Kleinpflaster, teils Betonfußboden; Küche: Bruchsteinfußboden Stube: Dielung mit Belag, um den Ofen Theumaer Schieferplatten; Obergeschoss: alles Holzfußböden
    - Treppen: zum Keller: Theumaer Plattenstufen; zum Obergeschoss: eingeschobene Holztreppe ohne Setzstufen mit zum Teil verschalter Untersicht, zweiläufig unter 90 Grad; zum Spitzboden: einläufige, eingeschobene Holztreppe ohne Setzstufen, ohne Untersicht
    - Fenster: alles Einfachfenster. Türen: als Füllungstüren, ansonsten Brettüren. Heizung: örtliche Raumheizung mit historischen eisernen Ofen, Belichtung und Belüftung der Räume ist einwandfrei. Installation: Elektro- und Wasserinstallation vorhanden. Der innere Ausbau muss unter dem besonderem Aspekt der denkmalswürdigen Substanz als einfach angesehen werden. Die Baugestaltung ist unter der historischen Sicht als funktionsbedingt wertvoll anzusprechen. Der bauliche Zustand war vor der Umsetzung befriedigend.

  - Haus 14, Scheune Mönnig aus Leubetha: Gehörte zum Wohnhaus Leubetha. Baujahr: 1926. Vorbesitzer/Erwerbsjahr: Marianne Voigt, Bergen/1992. Umsetzung: 1994.
  - Haus 19, Milchhäuschen aus Eubabrunn: Ursprünglicher Standort Wernitzgrüner Straße gegenüber Nummer 8/10 (Gut Adler). Funktion: es diente als überdachte Sammelstelle für die Milchkannen. Bauweise: Fachwerkständerkonstruktion auf Einzelfundamenten, die Verschalung mit Kriechern und Deckern, die Dielenbretter nahezu so hoch wie die Pritschen an Milchkannentransportwagen, Erschließung über vorgelagerte, einfache Holztreppe, 19. Jahrhundert.
3. ↑  Hof I des Vogtländischen Freilichtmuseums Eubabrunn:
  - Haus 1, Wohnstallhaus Unterwürschnitz: Ursprünglicher Standort Unterwürschnitz, Zur Leithen 5. Vorbesitzer/Erwerbsjahr: Andreas Pröger, Unterwürschnitz/1993. Baujahr: um 1870. Bewohnt bis: 1971, Paul Oskar Kummer. Umsetzung: 1994/1995, Hofgröße: 13 ha, Landwirtschaft, Bogenmacher, 13 ha. Nutzung: Gastronomie „Grünes Tal“, Sonderausstellungen, WC. Baubeschreibung: zweigeschossig, Erdgeschoss massiv verputzt, Fachwerk-Obergeschoss verschiefert, flachgeneigtes Krüppelwalmdach, gebustes Kreuzgratgewölbe im ehemaligen Stallbereich auf Granitpfeilern, ehemalige Schwarze Küche rekonstruiert. Scheune: zweigeschossig, Fachwerk verbrettert, Krüppelwalmdach, große Gaupe mit Satteldach.
  - Haus 2, Scheune Kauschwitz: Ursprünglicher Standort Kauschwitz, Zwoschwitzer Straße 7. Baujahr: 1905, Vorbesitzer/Erwerbsjahr: Renate und Gunther Mechura, Kauschwitz/1992. Umsetzung: 1994/1995. Hofgröße: Landwirtschaft, 13 ha. Nutzung: Veranstaltungen, Sonderausstellungen, „Musikscheune“. Umsetzung der Scheune Mechura von Kauschwitz nach Eubabrunn zur Nutzung als Musikscheune: Diese Scheune befand sich in einem geschlossenen Gehöft in Kauschwitz. Die Scheune wurde 1905 erbaut und befindet sich konstruktiv in einem guten Zustand. Alle tragenden Teile sind intakt. Im Rahmen der Dorferneuerung für den Ortsteil Eubabrunn der Gemeinde Erlbach wurde eine Heimstatt für die Musikgruppe des Heimatvereins und die Laienspiel- und Tanzgruppe dringend benötigt. Vom Verein veranstaltete Heimatabende finden starken Zuspruch. Die Gemeinde kann sich keinen Konzertsaal leisten. Eine für diesen Zweck hergerichtete und in die dörfliche Landschaft passende Scheune erfüllt in der warmen Jahreszeit jedoch denselben Zweck. Gleichartige Veranstaltungen des Bauernmuseums Landwüst unter dem Motto „Musik aus der Scheune“ von Mai bis Oktober und die Musik aus dem Schuppen der Bärendorfer Musikanten liefern den Beweis für diese Möglichkeit und den dörflichen kulturellen Zuspruch. Die Scheune in Kauschwitz wurde unter fachlicher Betreuung sorgfältig abgebaut. Ziegeldeckung und Außenverschalung werden auf Grund ihres Zustandes nicht wieder verwendet. Die äußerst kräftige Konstruktion besteht aus handbehauenen Balken.
  - Haus 3, Hochlaubenscheune Markneukirchen: Ursprünglicher Standort Markneukirchen, Berg 24. Vorbesitzer/Erwerbsjahr: Schäffner/1996. Umsetzung: 1996. Baubeschreibung: zweigeschossige, Fachwerk verbrettert, Erdgeschoss offene Remise, Obergeschoss Laubengang mit Bretterbrüstung, sechsjochig, dort geschweifte Kopfstreben, Satteldach. Remise: eingeschossig, Fachwerk verbrettert, links geschlossener Teil Blockbauweise mit Eckverkämmung, zwei breite Remisen, dort gekreuzte Kopfstreben, Satteldach.
  - Haus 4, Remise Ferdini Bad Brambach: Ursprünglicher Standort Bad Brambach, Wiesenstraße. Baujahr: um 1800. Vorbesitzer/Erwerbsjahr: Gerhardt Erlbeck, Brambach/1985. Umsetzung: 1995. Hofgröße: Landwirtschaft, Vierseithof, ca. 11 ha. Nutzung: Unterbringung landwirtschaftlicher Geräte, Sonderveranstaltungen. Das Gebäude ist 20 Meter lang und 6,90 Meter breit. Es ist eine in drei Seiten geschlossene Fachwerkkonstruktion, die zur Hofseite offen durch eine Mittelstütze getragen wird. An einem Ende der Remise befindet sich der dafür typische Blockbau. Auf diesem Fachwerkunterbau liegt ein Umschrot, der nach vorn überkragt. Der Dachstuhl ist ein doppelt stehender Stuhl, der mit Gebinden die Sparren mit Dachlatten und Keilnutschindeln trägt. Die obere Dachdeckung waren verzinkte Blechbahnen. Markant für dieses Gebäude ist eine doppelte Stützenlage mit für das Egerland typischen gedoppelten und sich kreuzenden Kopfbändern. Das Gesamtbauwerk war eine sehr starke und stabile Konstruktion. In Eubabrunn wird diese Remise im ebenerdigen Bereich als Sitzmöglichkeit für Gäste zu Dorffesten und anderen Veranstaltungen genutzt. Es werden auch Vorführungen bäuerlicher und handwerklicher Techniken witterungsgeschützt durchgeführt. Der Blockbau kann zum Ausschank und dessen Vorbereitung genutzt werden. Der Dachraum ist nicht begehbar. Das Gebäude wurde im Auftrag der Gemeinde aus Fördermitteln des ALN und dem nötigen Eigenmittelanteil errichtet. Genutzt wird es durch die Gemeinde.

Die Gemeinde ist auch Rechtsträger des Grund und Bodens. Durch die Förderung des ALN ist eine zwölfjährige Bindefrist für die Nutzung durch den Rechtsträger festgeschrieben. Die Maßnahme läuft im Sinne der Förderung zur Sicherung agrar- und forstwirtschaftlich bedeutender kulturhistorischer Substanz durch das zuständige Staatsministerium des Freistaates.
4. ↑  Hof II des Vogtländischen Freilichtmuseums Landwüst:
  - Haus 4, Wohnstallhaus Johann Georg Wunderlich: eingeschossig, Wohnteil Blockbau, Stallteil Bruchstein, Stallfenster oval mit Gitter, Umschrot, Satteldach mit Schieferdeckung, 4 kleine Gaupen mit Satteldach, prachtvoller egerländer Fachwerkgiebel mit Rauten, umgebindeähnliche Konstruktion am Giebel; innen: Schwarze Küche mit Backofen, große Blockstube, schöner Kachelofen, Hinterlader, Stall mit Ziegelboden, Futtertröge an der Wand, Wendeltreppe aus Gettengrün mit Spindel, doppelt stehender Stuhl; Bauherr: Johann Georg Wunderlich; Vorbesitzer: Albert Ficker und Tochter, bis 1965 bewohnt, Originalstandort, seit 1968 Museum
  - Haus 6, Scheune Johann Georg Wunderlich: eingeschossig, Fachwerk verbrettert, Satteldach Schieferdeckung, Drempelgeschoss im unteren Bereich teilweise ausgeblockt, eine Tenne, zwei Bansen, Tenne mit Bohlenbelag, die Scheune gehört zum Haus 4 (Wohnstallhaus Johann-Georg Wunderlich), Originalstandort
  - Haus 7, Haus Thomä: heute Verwaltungsgebäude des Museums, zweigeschossiger Klinkerbau, roter Klinker, Natursteinsohlbänke, teilweise Fensterläden und Blumenkästen, längsrechteckiger Grundriss mit Ausbau an hinterer Traufseite, flachgeneigtes Satteldach, vor Hoftraufseite offener Gang mit Granitwassertrog und Granitplatten; Vorbesitzer: Thomä und Gemeinde Landwüst; zu diesem Hof gehörte die Feldscheune Thomä (Haus 16), Originalstandort
  - Haus 9, Remise Schupfen aus Mühlhausen: zweigeschossig, Erdgeschoss offen als Remise mit gekreuzten, teilweise geblatteten Streben, Obergeschoss Fachwerk verbrettert, Satteldach mit Blechdeckung, Holzdachrinne; ursprünglicher Standort: Mühlhausen, Brambacher Straße 19; Vorbesitzer: Them, Gläsel; umgesetzt 1987
  - Haus 10, Scheune aus Mühlhausen: zweigeschossig, Fachwerk verbrettert, flach geneigtes Satteldach, Durchfahrtsscheune mit großen Holztoren, zwei Bansen, eine Tenne mit Bohlenbelag, auf Bruchsteinsockel, im unteren Bereich ausgeblockt, umgesetzt 1986; ursprünglicher Standort: Mühlhausen, Brambacher Straße 19
  - Haus 11, Feldscheune Wunderlich: eingeschossig, Fachwerk verbrettert, hintere Traufseite eingeschossiger Anbau, an gegenüberliegender Seite großer Schauer zum Unterstellen von Fahrzeugen und Gerätschaften, flach geneigtes Satteldach, Originalstandort